# Прапорщик

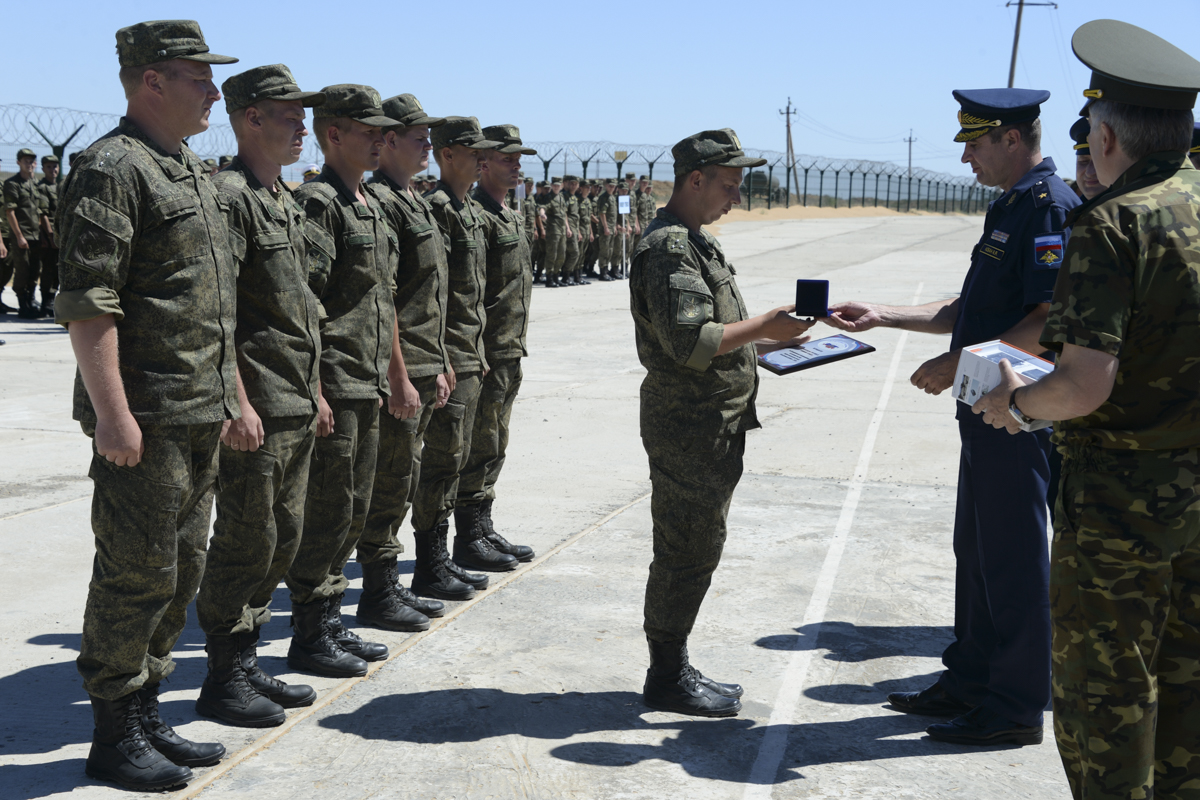
Прапорщик (слева в строю)

Пра́порщик (от церк.-слав. пра́поръ «знамя») — воинское звание, категория (ранее чин) в вооружённых силах и других «силовых» структурах некоторых государств.
Пра́пор, или пра́порщик, на конец XIX столетия, первый военный офицерский чин, 14 класс, низший обер-офицер.Прапорщики — состав военнослужащих в Русских гвардии (Прапорщик гвардии), армии, Вооружённых Силах СССР и Российской Федерации, других войсках, формированиях и органах.

## Российская империя
|                          | Младшее звание:                                                                                            | Младшее звание:                                                 | Младшее звание:                                                                | Прапорщик | Старший чин: |
| - Фельдфебель - Вахмистр | Подпрапорщик он же - Портупей-прапорщик - Эстандарт-юнкер (в кавалерии) - Подхорунжий (в казачьих войсках) | Зауряд-прапорщик (чин присваивался только во время мобилизации) | - Подпоручик (в пехоте) - Корнет (в кавалерии) - Хорунжий (в казачьих войсках) | Прапорщик |              |

Образцы знаков различий Прапорщика в Вооружённых силах Российской империи
| Знаки различия | РИА           | РИА          | РИА      | РИА             |
| -------------- | ------------- | ------------ | -------- | --------------- |
| эполет погоны  |               |              |          |                 |
|                |               |              |          |                 |
|                | Эполет (1904) | Погон (1904) | … (1914) | … запаса (1904) |

### Имперский период

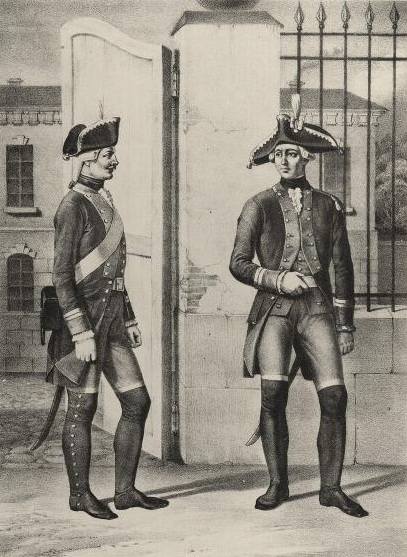
Каптенармус и подпрапорщик мушкетёрских рот пехотного полка с 1763 по 1786 г.

В русской армии по указу царя Алексея Михайловича в 1649 году впервые прапорщиками стали называться знаменосцы, назначавшиеся из числа наиболее мужественных воинов, физически крепких и проверенных в боях.
Пётр I, создавая регулярную армию, в 1712 году ввёл воинский чин прапорщика как первый (младший) чин обер-офицерского состава в пехоте и кавалерии.
Чину прапорщика в пехоте Русской армии, в период с 1712 года по 1796 год, соответствовал чин штык-юнкера в артиллерии.
С 1884 года первым офицерским чином для выпускников военных училищ стал подпоручик (корнет — в кавалерии), однако чин прапорщик как первый офицерский чин был сохранён в кавказских милициях и для военного времени, а также для прапорщиков запаса. Кроме того, чин прапорщика присваивался нижним чинам, произведённым в офицеры за боевые отличия.
Согласно Временному положению о прапорщиках запаса пехоты и кавалерии от 1886 года нижние чины, пользующиеся льготами по образованию 1-го разряда согласно Военному Уставу от 1874 года, имели возможность добровольной сдачи экзамена на чин прапорщика. Впоследствии Временное положение от 1886 года было распространено и на другие рода оружия. Сдавшие экзамен на чин прапорщика состояли в запасе в течение 12 лет и были обязаны проходить шестинедельные военные сборы, которые с 1893 года проводились ежегодно. Приказом по военному ведомству от 1895 года № 171 данный экзамен был установлен как обязательный для всех военнослужащих срочной службы, пользующихся льготами по образованию 1-го разряда. После издания Приказа по военному ведомству от 1899 года № 104 на шестинедельные военные сборы стали также призывать состоящих в запасе нижних чинов из числа вольноопределяющихся, соответствующих образовательному цензу 1-го разряда, которые на этих сборах должны были сдавать экзамены на чин прапорщика.
В 1905 году были впервые призваны на двухмесячные военные сборы пребывающие в запасе нижние чины, соответствующие образовательному цензу 2-го разряда, добровольно изъявившие желание отбыть данные сборы с целью сдачи экзамена на чин прапорщика.
8 октября 1912 года императором Николаем II были принято Положение об ускоренных выпусках при мобилизации армии из Пажеского Его Императорского Величества корпуса, военных и специальных училищ, согласно которому в военное время сроки подготовки офицеров в военных училищах сокращались до 8 месяцев, выпускники таких ускоренных курсов получали чин прапорщика.
До мобилизации 1914 года офицерами были все, кто состоял на офицерских должностях в армии и во флоте или был зачислен в запас или отставку после службы, были ещё прапорщики запаса. После начала Первой мировой войны развёртывание войска, с одной стороны, и огромные потери в офицерском корпусе — с другой, потребовали многих и поспешных выпусков из военных училищ, а потом и из школ прапорщиков.
До 1917 года офицерский чин прапорщика присваивался лицам, окончившим ускоренный курс военных училищ или школ прапорщиков и сдавшим экзамены по определённой программе. В военное время допускалось также присвоение чина прапорщика за боевые отличия (без экзамена) унтер-офицерам, имевшим высшее или среднее образование. Обычно прапорщики назначались командирами взводов и на соответствующие им должности.

Хуже было с офицерами военного времени. Большая часть прапорщиков — случайного элемента в офицерских погонах — не сумели надлежащим образом себя поставить. Одни напускали на себя не принятое в русской армии высокомерие и этим отталкивали солдата. Другие безвозвратно губили себя панибратством, попытками популярничать. Солдат чуял в них ненастоящих офицеров.— А. А. Керсновский, Русская Армия. Без веры, царя и отечества. Русская армия на третий год войны.

Знаки об окончании школ прапорщиков (1914—1917 гг.)
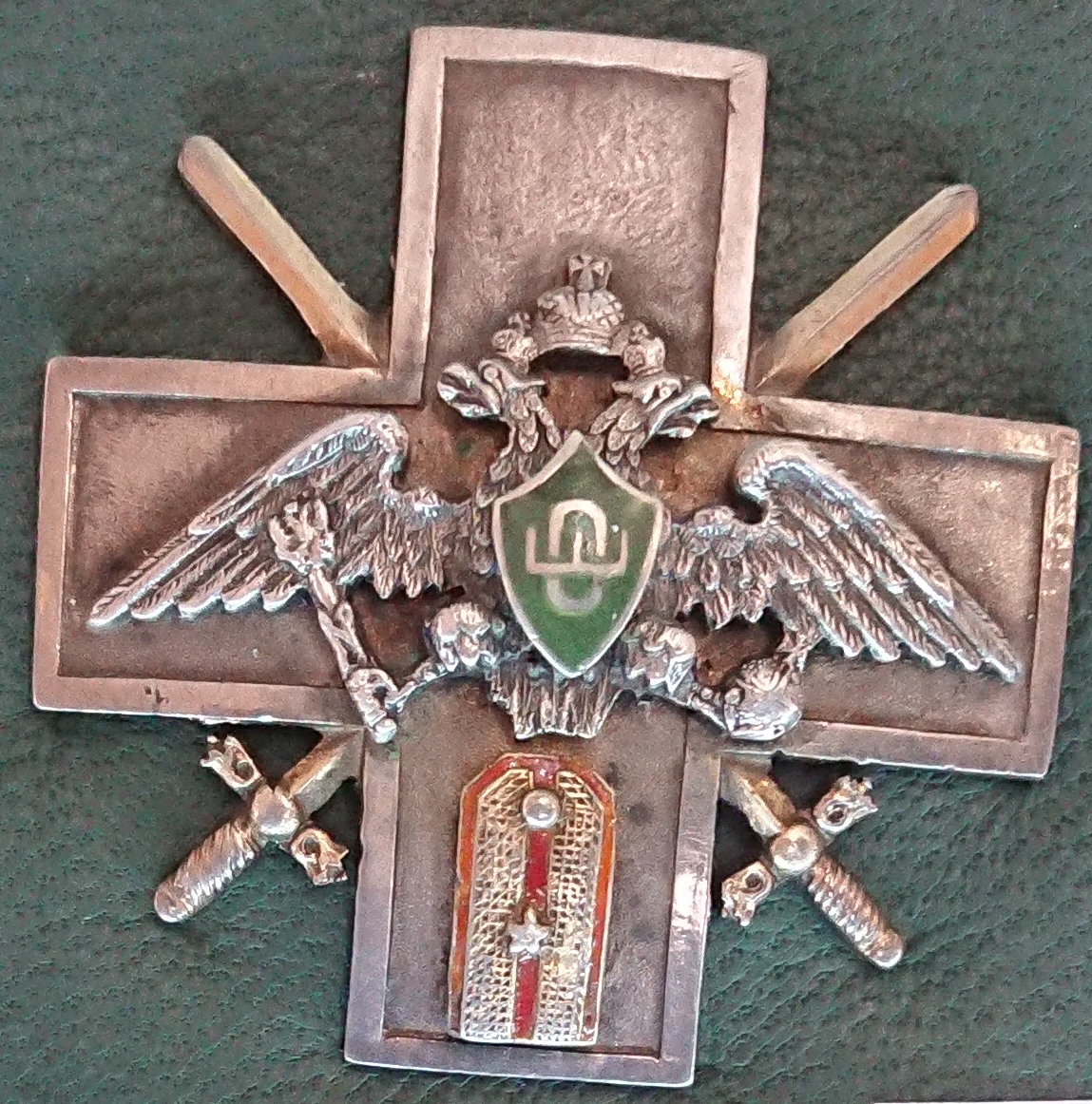
Знак для лиц, произведённых в прапорщики за боевые отличия по представлению командования
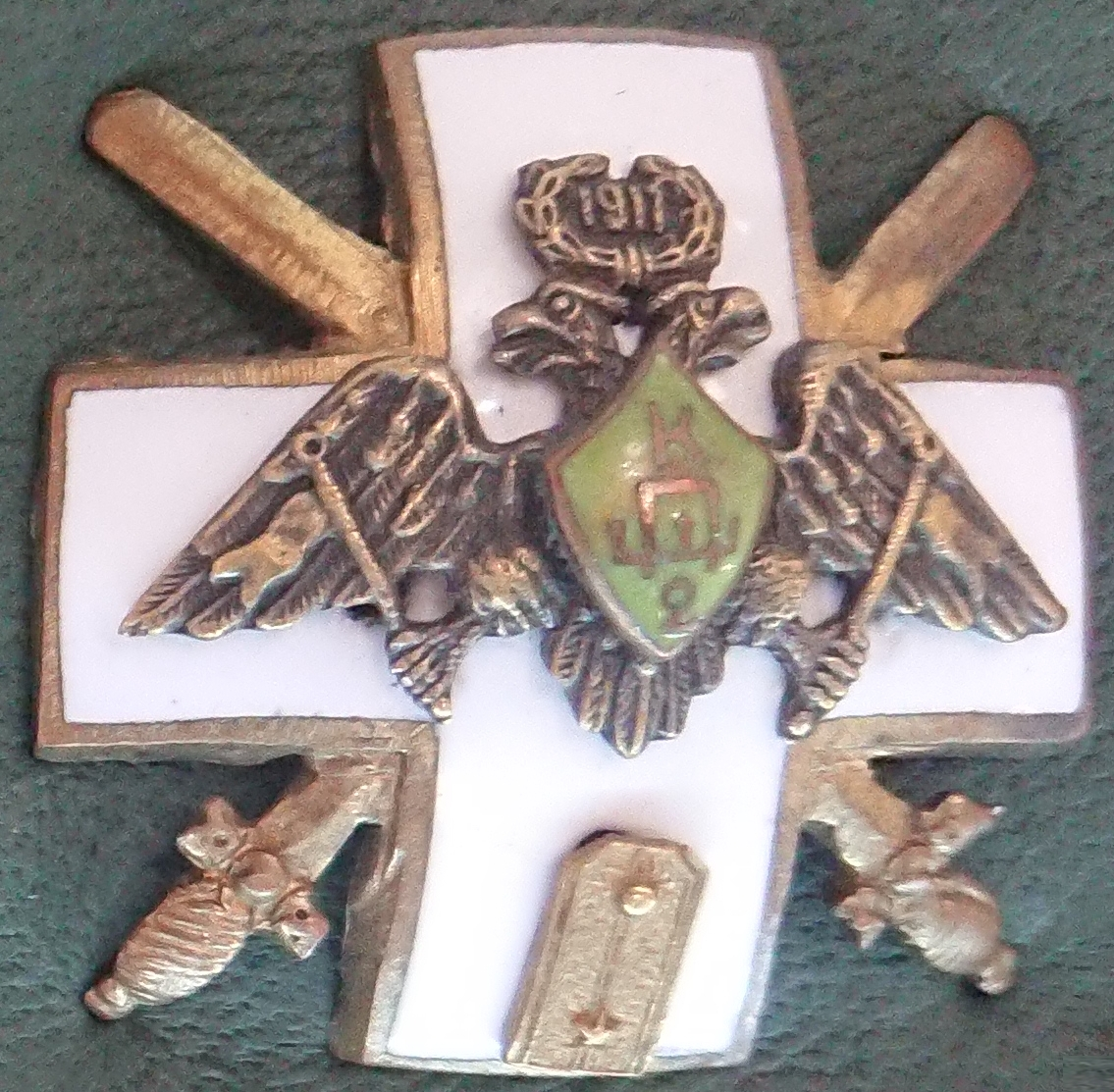
2-я Казанская школа прапорщиков
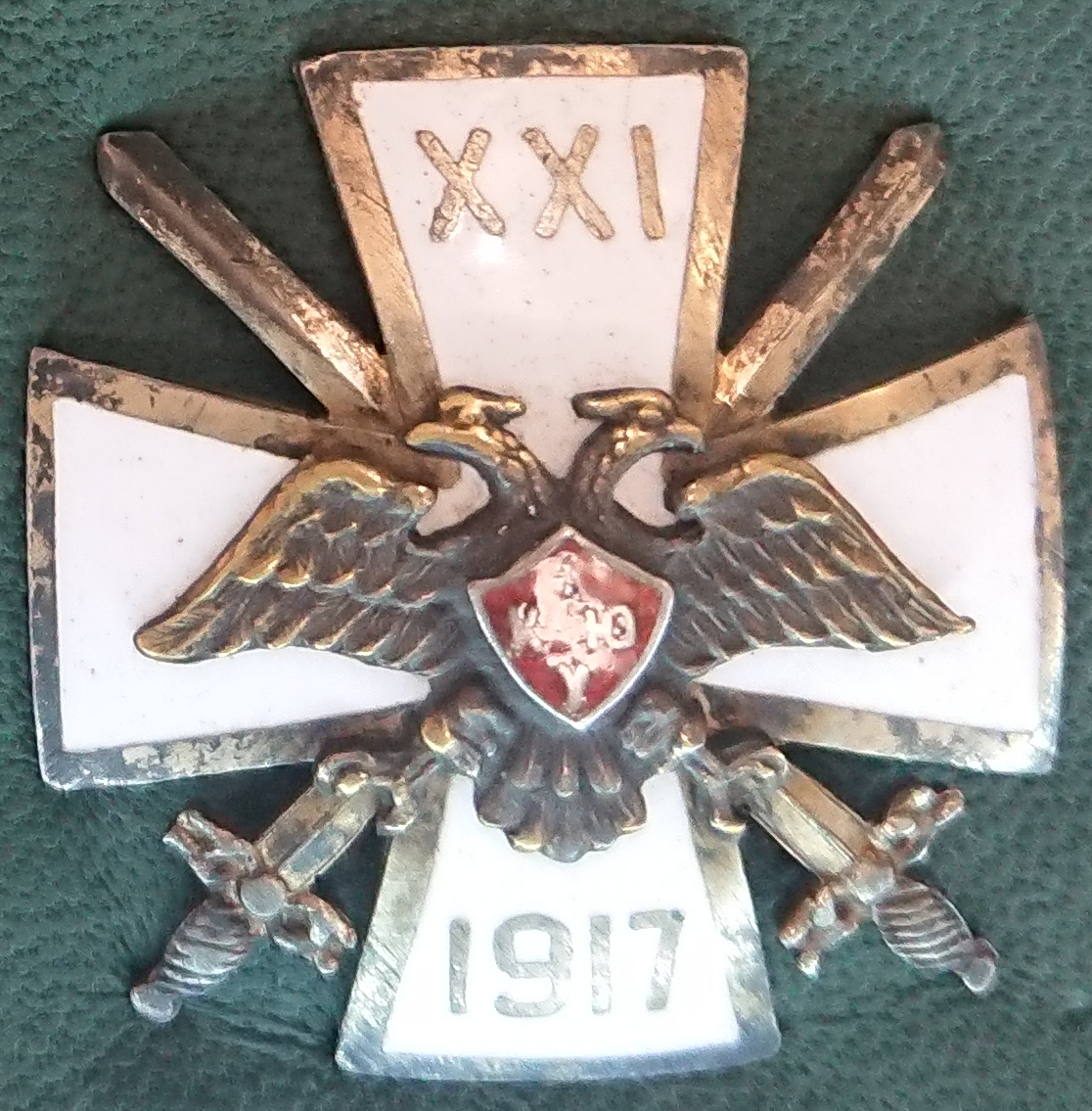
2-я Петергофская школа прапорщиков
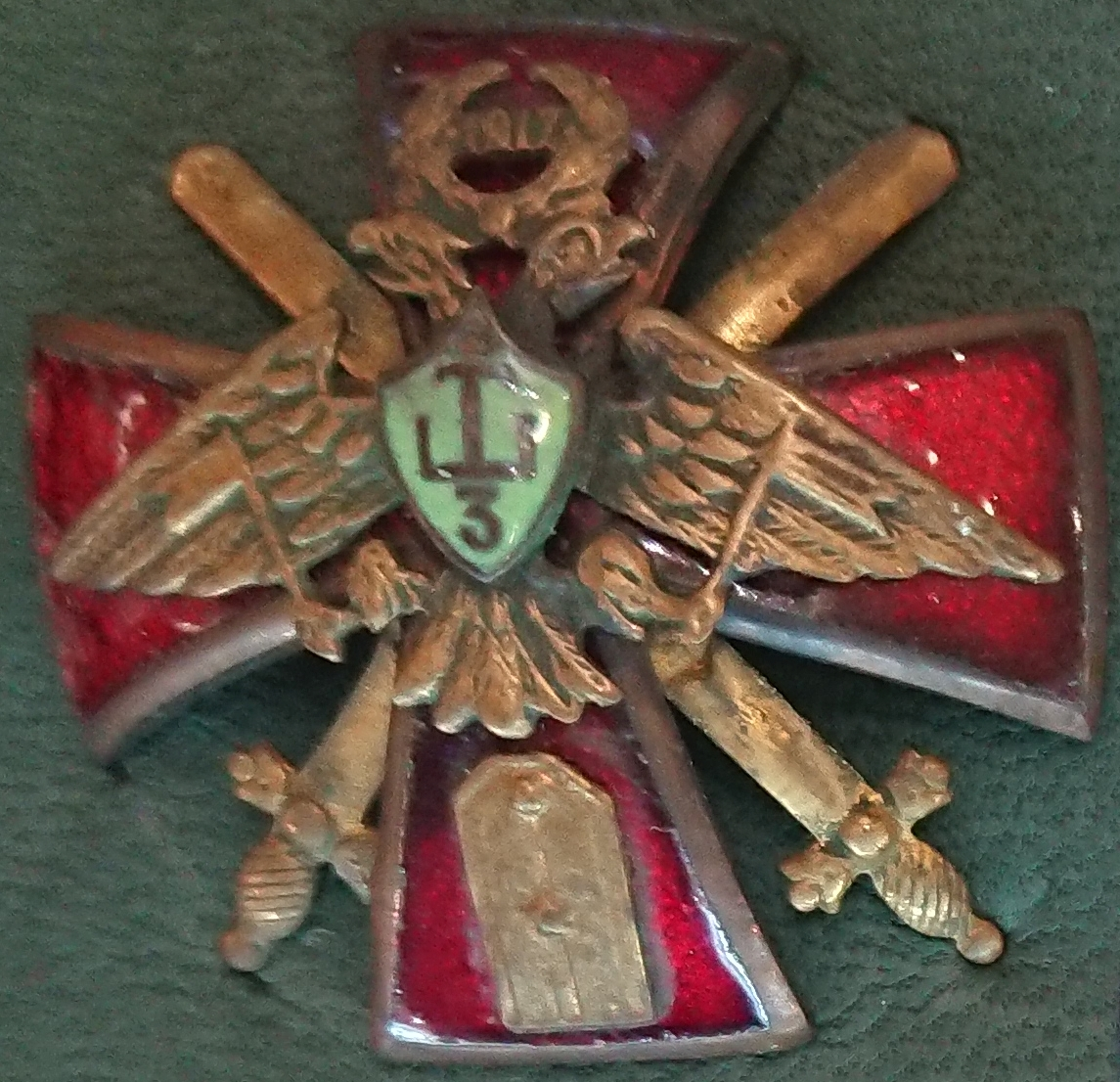
3-я Тифлисская школа прапорщиков
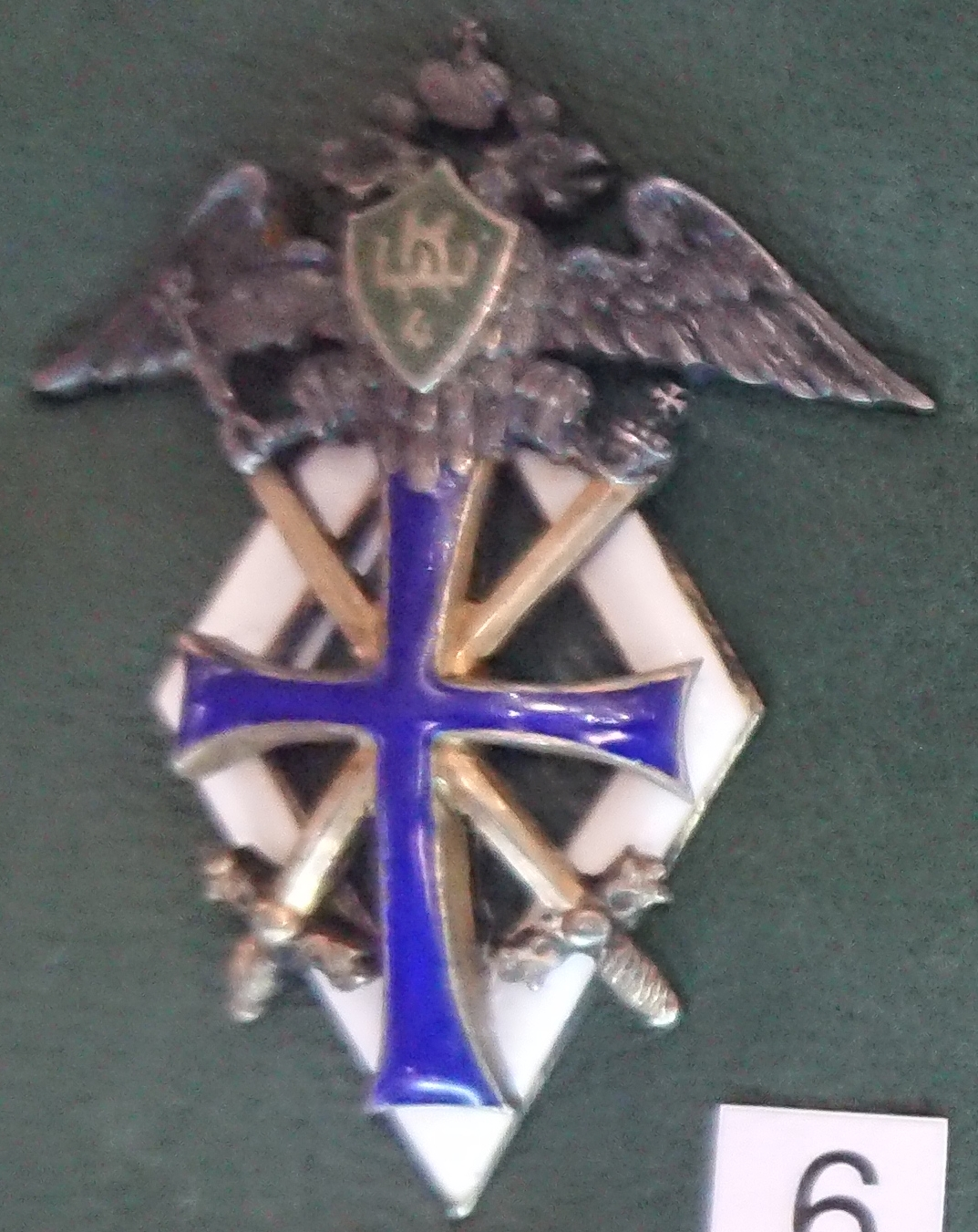
4-я Киевская школа прапорщиков
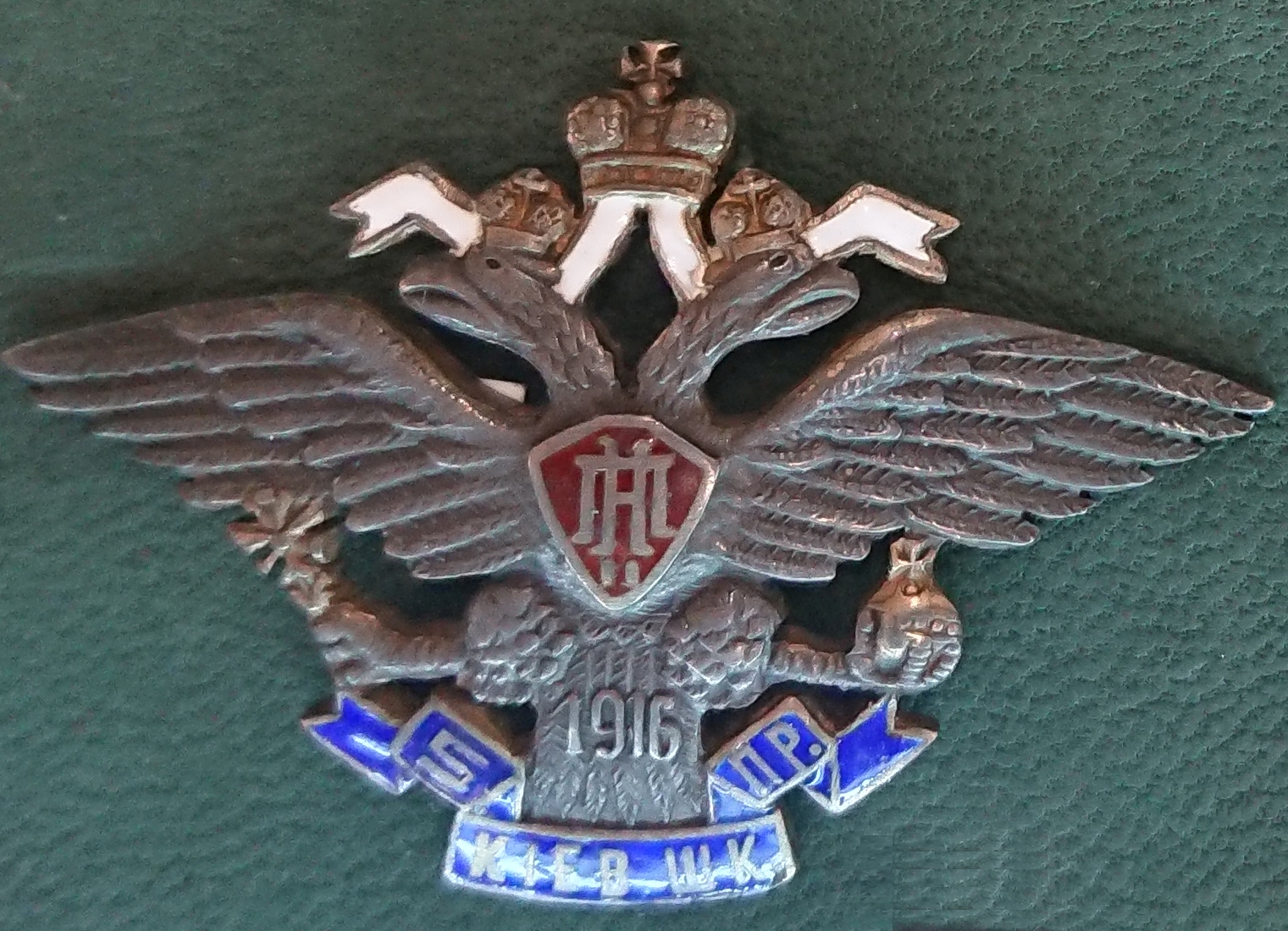
5-я Киевская школа прапорщиков
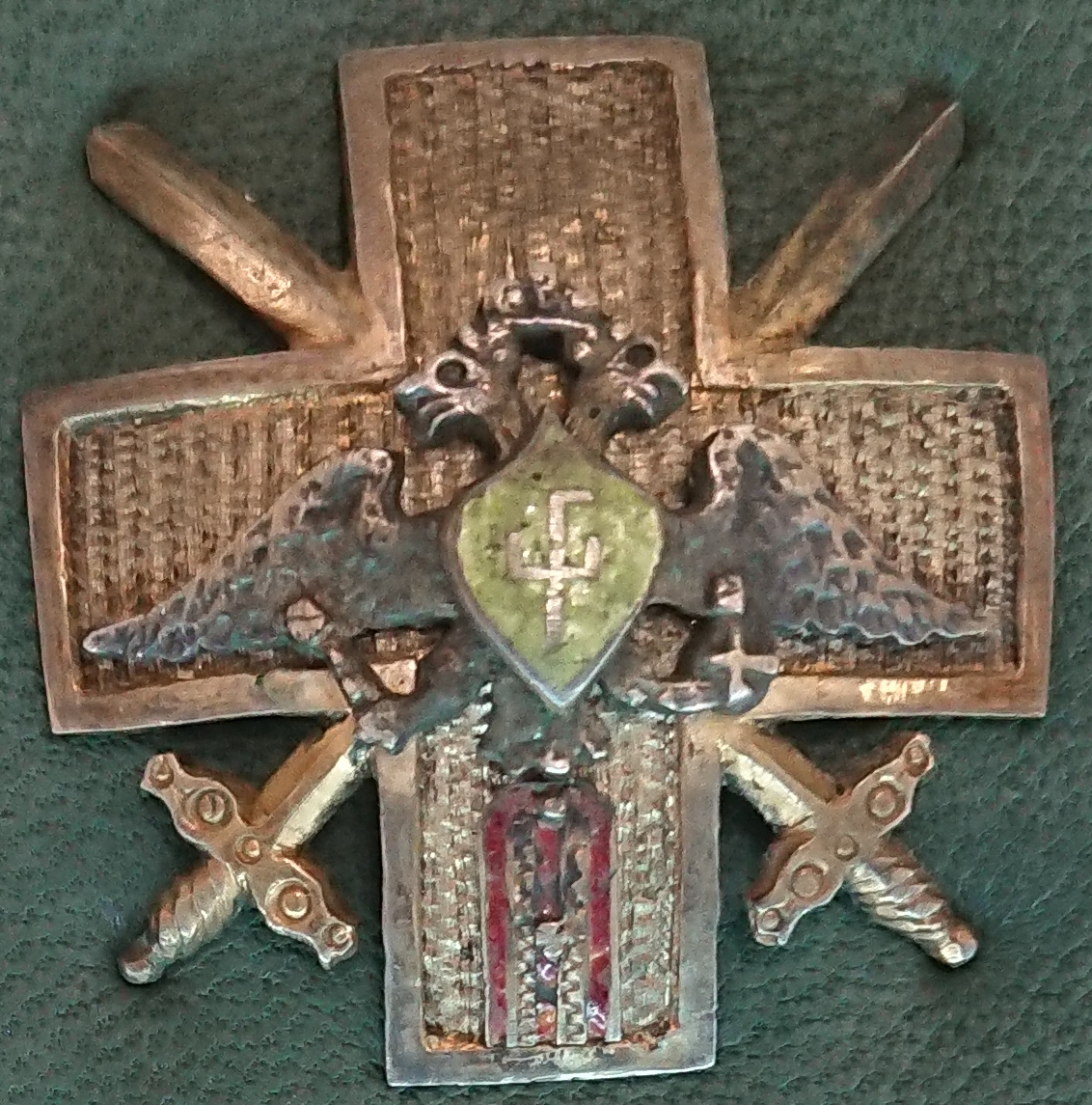
Георгиевская школа прапорщиков
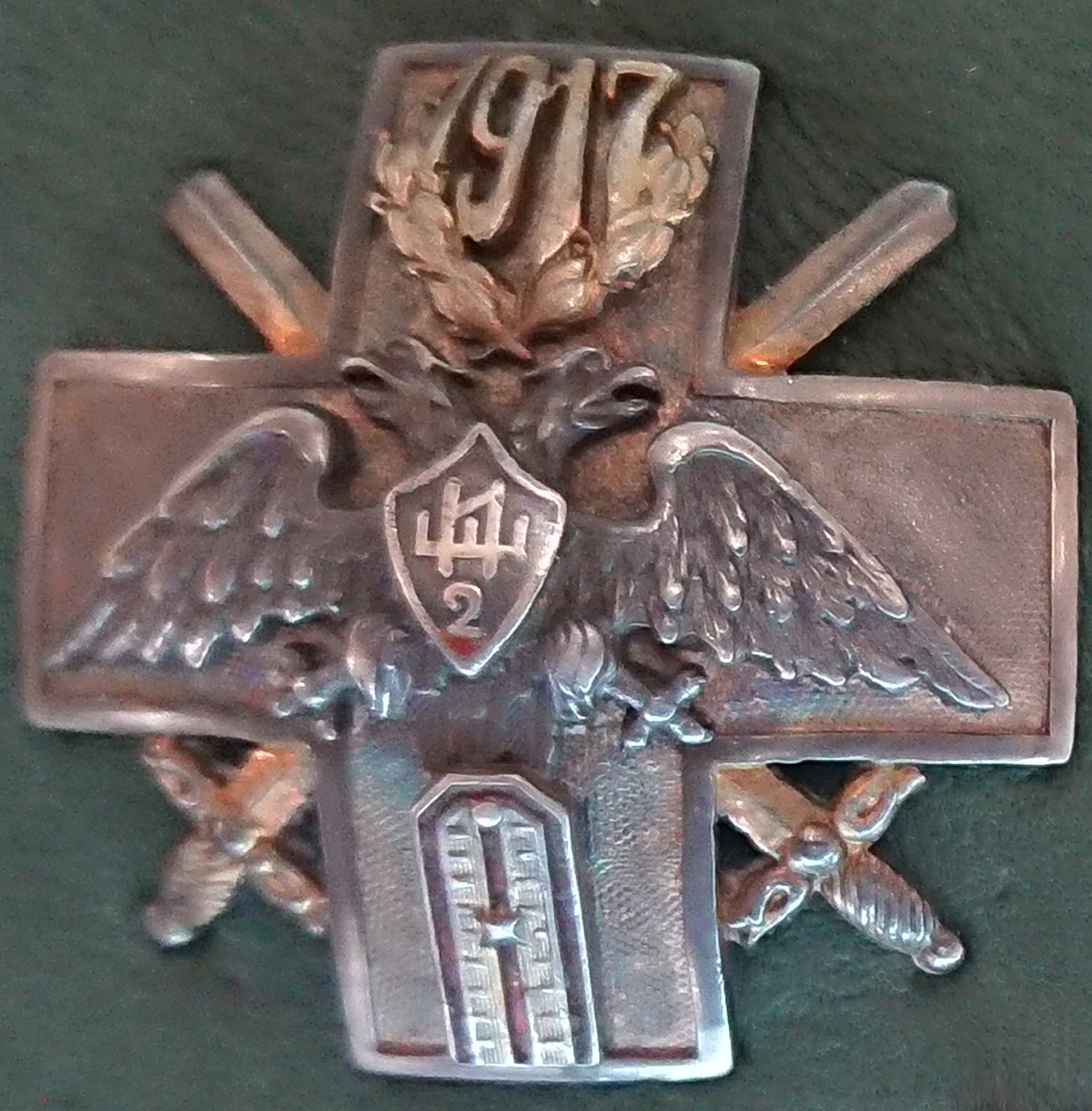
Иркутская школа прапорщиков
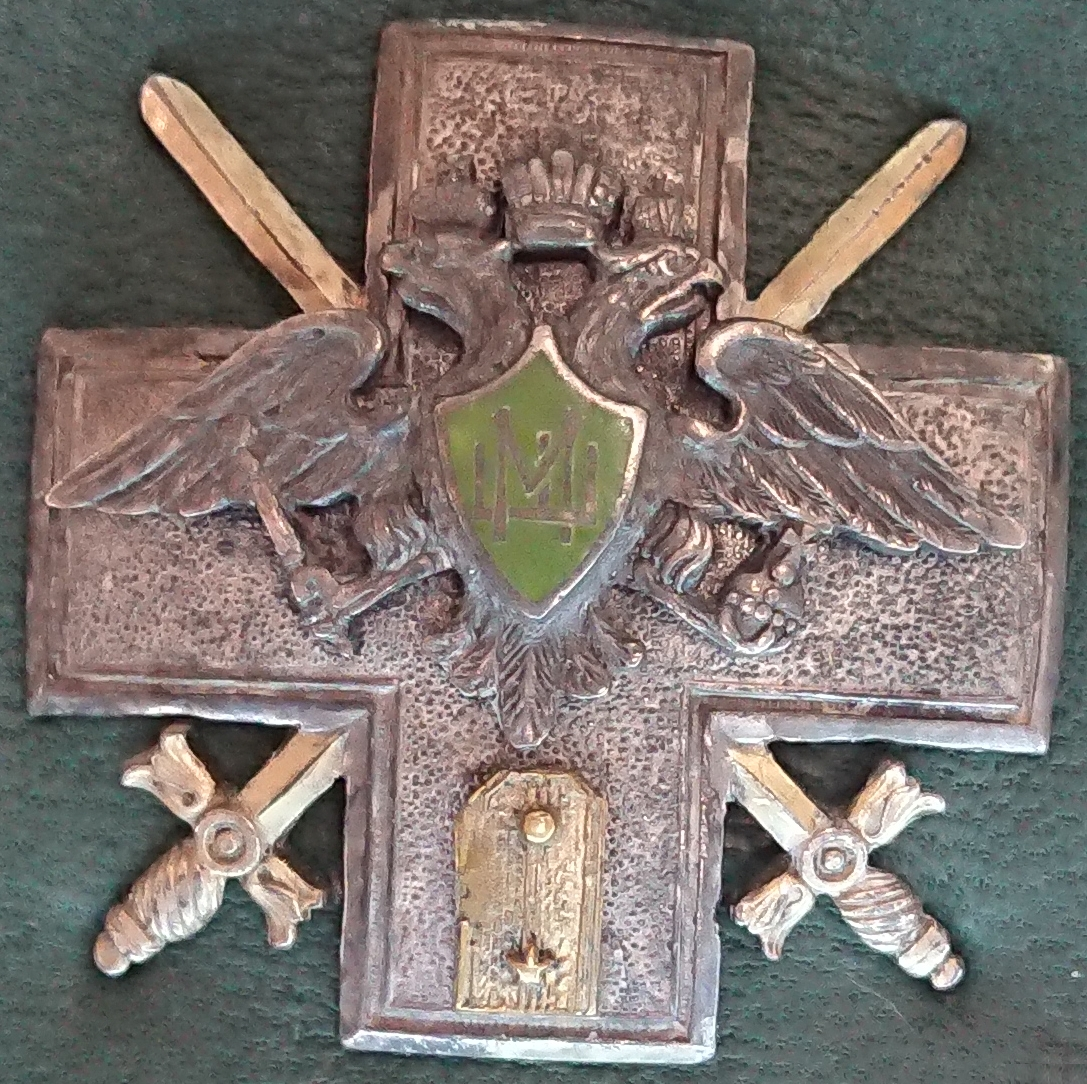
Могилёвская школа прапорщиков
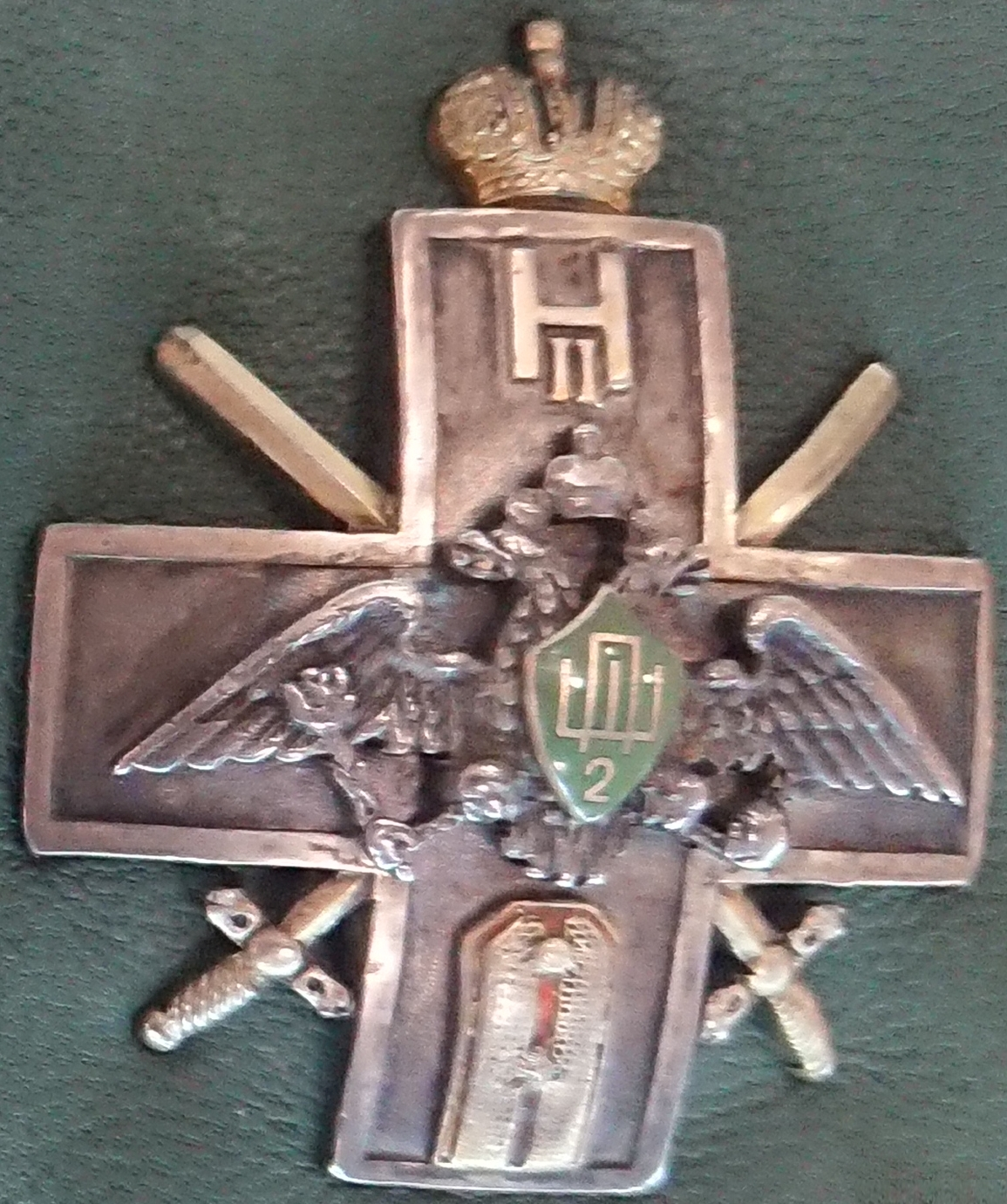
Оренбургская школа прапорщиков
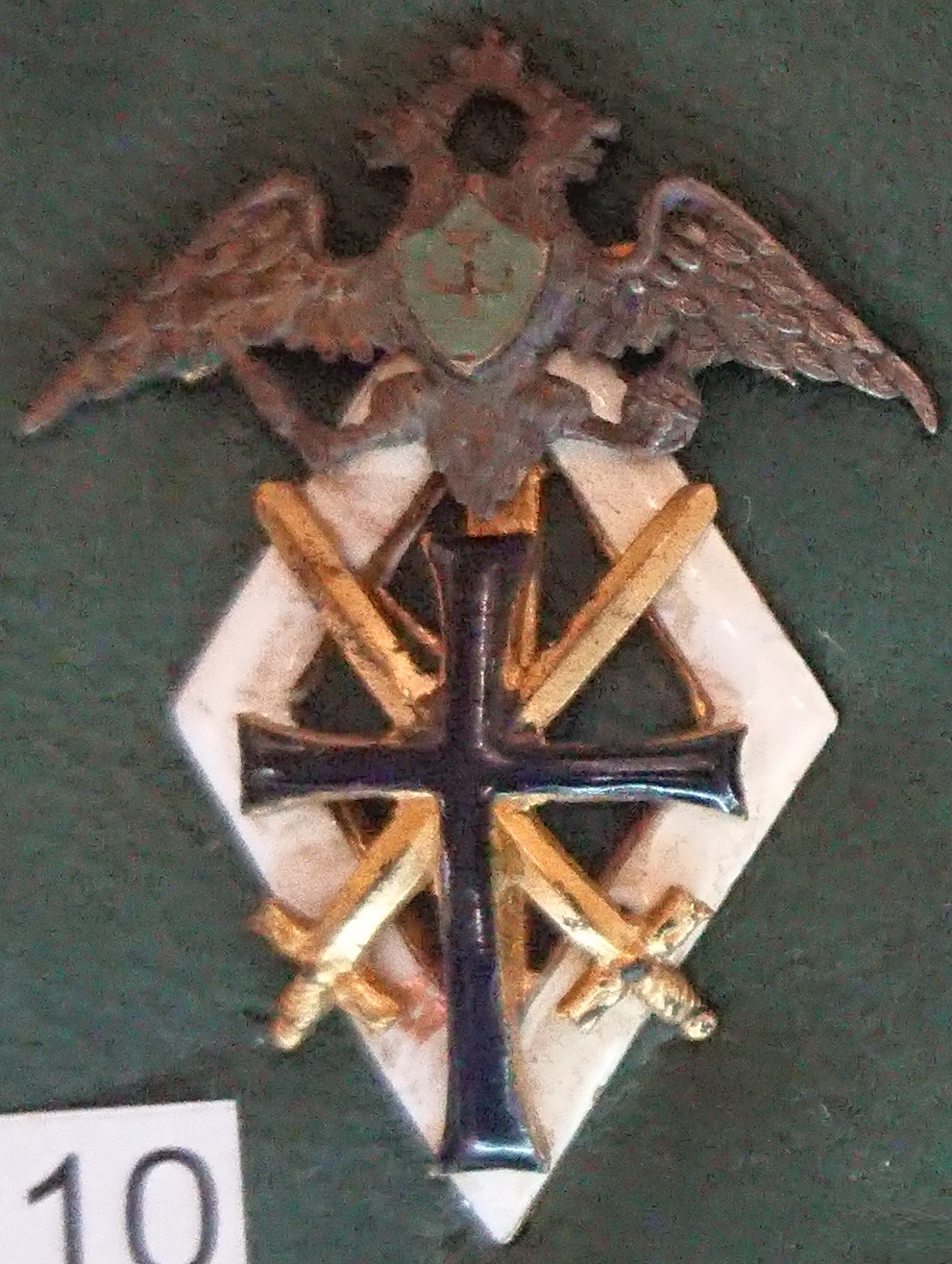
Ташкентская школа прапорщиков
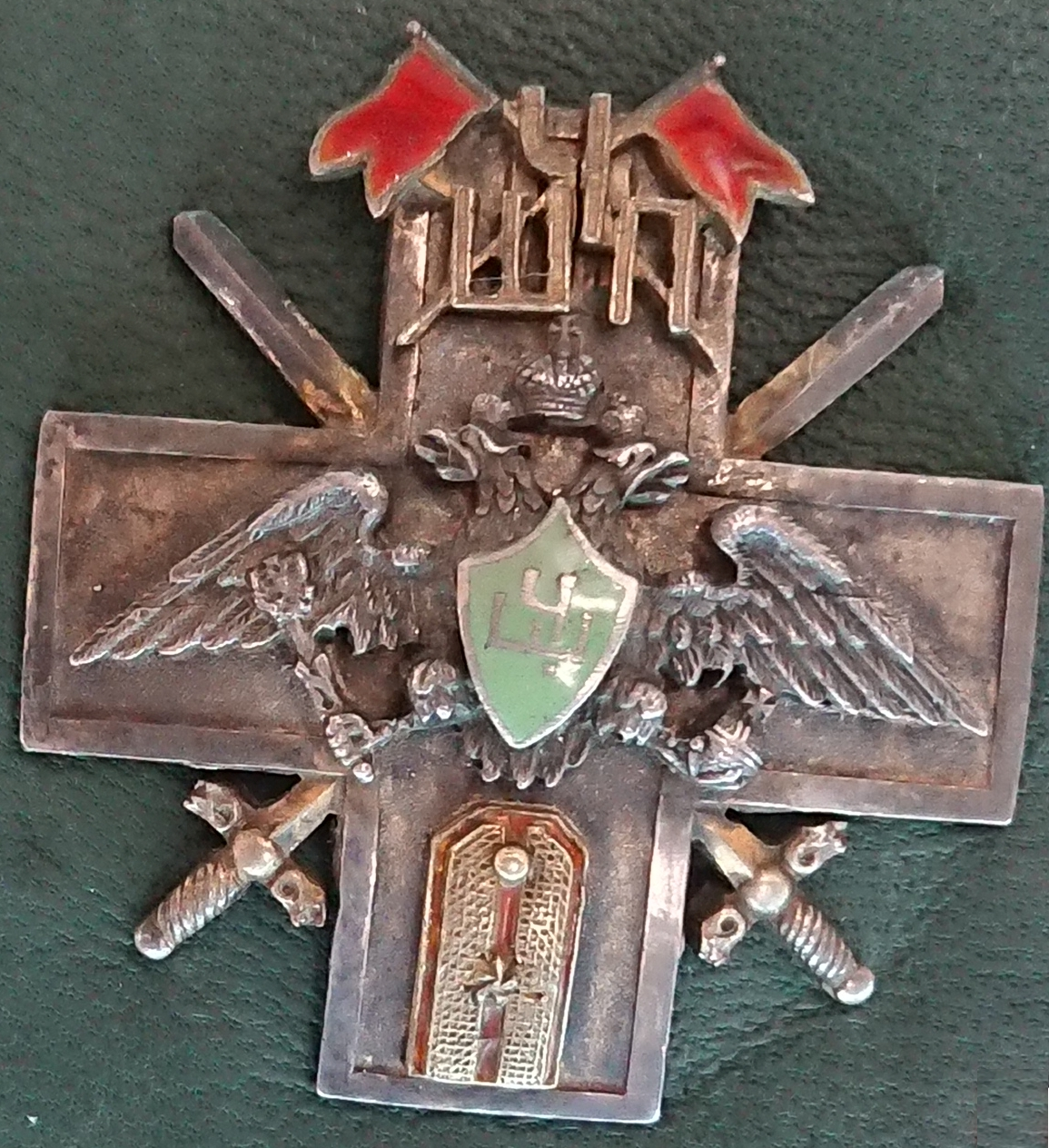
Чистопольская школа прапорщиков
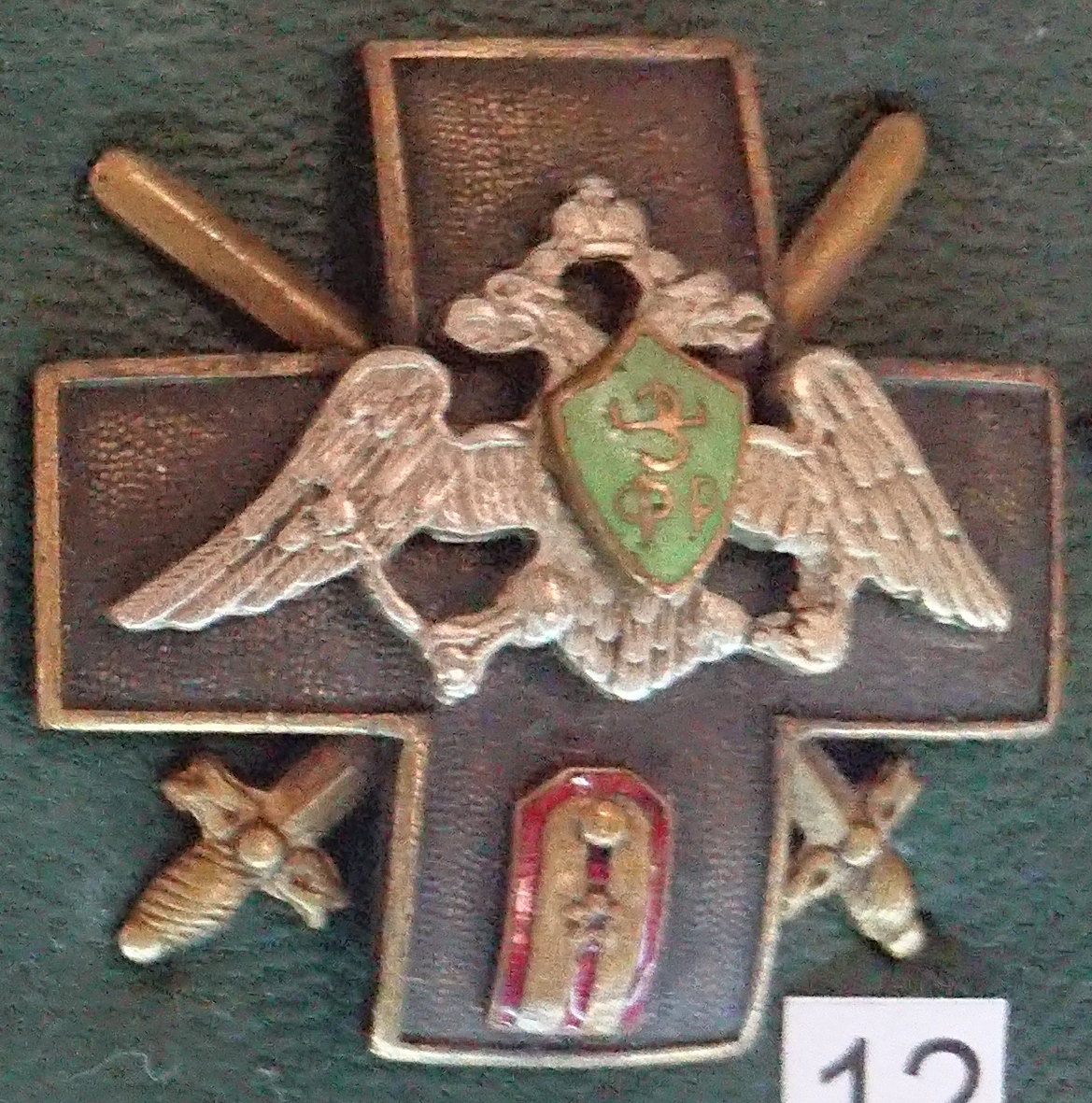
Школа прапорщиков Западного фронта
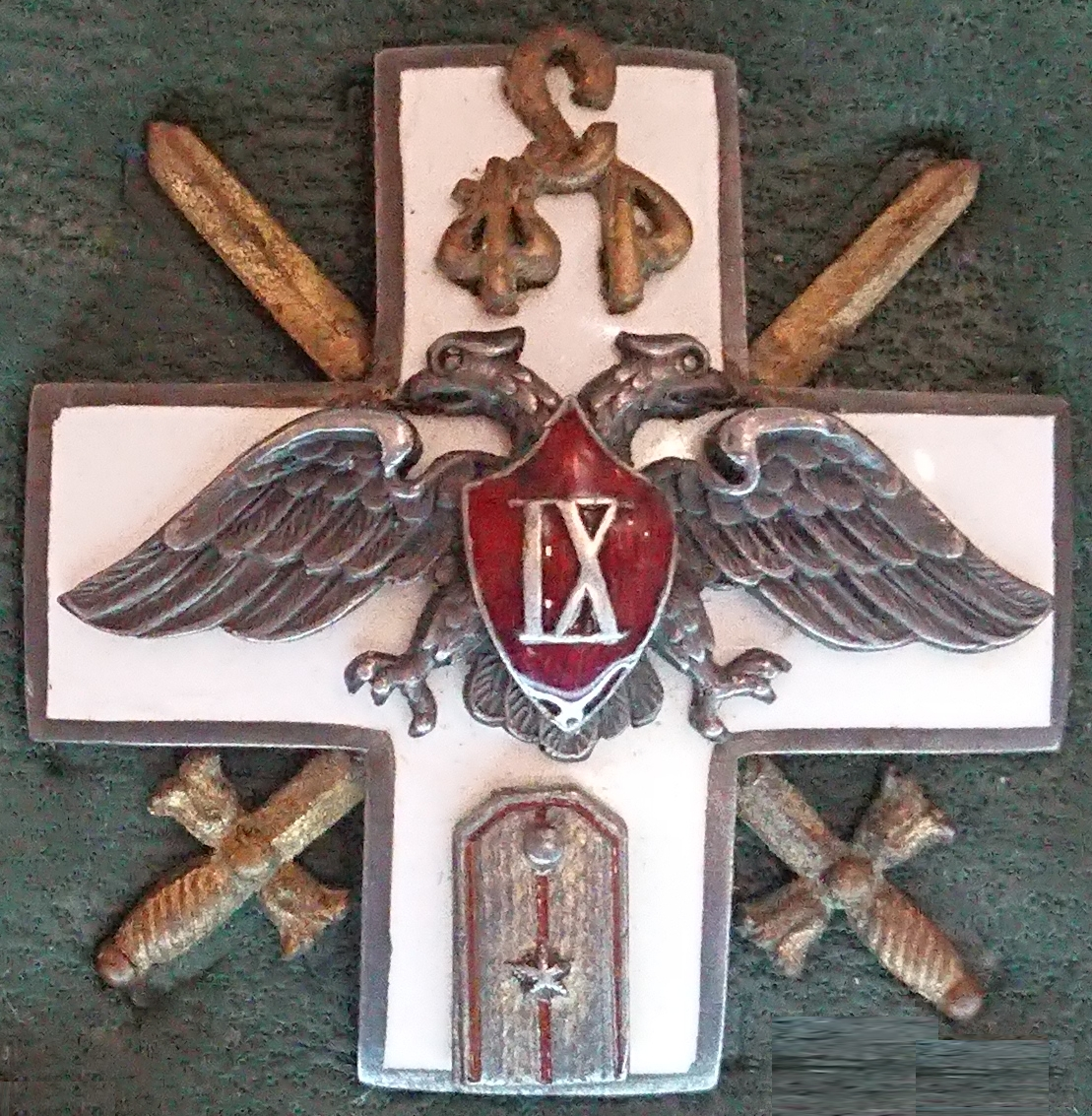
Школа прапорщиков Северного фронта

После Октябрьской революции 1917 года в ряде белых армий чин «прапорщик» был упразднён, однако все добровольно прибывавшие в ряды армий прапорщики некоторое время носили его, прежде чем быть произведёнными в подпоручики.
В некоторых белых армиях, таких, как, например, Народная армия Комуча и Сибирская армия Сибирской республики, напротив, чин прапорщика был оставлен, но для него были введены совершенно другие, нарукавные знаки различия.

## СССР
В 1917—1946 годах в Красной армии, затем до 1972 года в Советской армии звания прапорщик или аналогичного ему не существовало.
В Вооружённых Силах СССР звание прапорщика введено с 1 января 1972 (одновременно с новыми знаками различия звания мичмана, Указ Президиума Верховного Совета СССР от 18 ноября 1971 года).
Указом Президиума Верховного Совета СССР от 24 декабря 1980 г. № 3606-X в Советской Армии, береговых частях и авиации ВМФ, пограничных и внутренних войсках ВС СССР введено воинское звание старший прапорщик (одновременно со введением в ВМФ СССР звания старший мичман).

### Погоны прапорщиков СССР (1971—1991) и Российской Федерации (1991—1994)

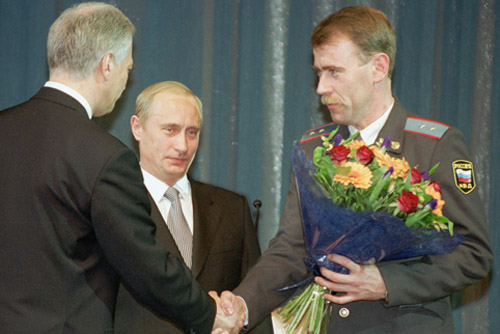
Награждение президентом России Владимиром Путиным прапорщика милиции Юрия Зимина орденом Мужества, 10 ноября 2001 года

|                                    | Мотострелковые войска, общевойсковые погоны сухопутных войск | Мотострелковые войска, общевойсковые погоны сухопутных войск | Технические, инженерные, танковые, артиллерийские, ракетные (в том числе РВ сухопутных войск стратегические, зенитно-ракетные), автомобильные, строительные формирования | Технические, инженерные, танковые, артиллерийские, ракетные (в том числе РВ сухопутных войск стратегические, зенитно-ракетные), автомобильные, строительные формирования | Военно-воздушные силы Воздушно-десантные войска | Военно-воздушные силы Воздушно-десантные войска  | ФСИН МЧС России Полиция                          | ФСИН МЧС России Полиция                          | Bнутренние войска МВД России                     | Bнутренние войска МВД России    |
| К парадной форме одежды (нашивные) | К парадной форме одежды (нашивные)                           | К парадной форме одежды (нашивные)                           | К парадной форме одежды (нашивные) | К парадной форме одежды (нашивные) | К парадной форме одежды (нашивные)              | К повседневной форме одежды (нашивные и съёмные) | К повседневной форме одежды (нашивные и съёмные) | К повседневной форме одежды (нашивные и съёмные) | К повседневной форме одежды (нашивные и съёмные) |                                 |
| с 1971 с 1991                      |                                                              |                                                              | | |                                                 |                                                  |                                                  |                                                  |                                                  |                                 |
|                                    | Прапорщик (1971—1994)                                        | Старший прапорщик (1981—1994)                                | Прапорщик (1971—1994) | Старший прапорщик (1981—1994) | Прапорщик (1971—1994)                           | Старший прапорщик (1981—1994)                    | Прапорщик                                        | Старший прапорщик                                | Прапорщик BB (1995 ⇒ …)                          | Старший прапорщик BB (1995 ⇒ …) |

Нарукавные знаки
|                 | Знаки за выслугу Старший прапорщик/ прапорщик (на левый рукав к парадному и повседневному кителю и шинели) | Знаки за выслугу Старший прапорщик/ прапорщик (на левый рукав к парадному и повседневному кителю и шинели) | Знаки за выслугу Старший прапорщик/ прапорщик (на левый рукав к парадному и повседневному кителю и шинели) | Знаки за выслугу Старший прапорщик/ прапорщик (на левый рукав к парадному и повседневному кителю и шинели) | Знаки за выслугу Старший прапорщик/ прапорщик (на левый рукав к парадному и повседневному кителю и шинели) | Знаки за выслугу Старший прапорщик/ прапорщик (на левый рукав к парадному и повседневному кителю и шинели) |
| --------------- | --- | --- | --- | --- | --- | --- |
| Нарукавный знак | нз 1969 | нз 1969 | | нз 1969 | нз 1969 | нз 1969 |
|                 | 10 лет и больше                                                                                            | 5-й до 9-й год                                                                                             | 4-й год | 3-й год | 2-й год | 1-й год |

## Российская Федерация
| младшее звание: Старшина | Прапорщик | старшее звание: Старший прапорщик |

### История
В современных Вооружённых Силах Российской Федерации (ВС России) чину дореволюционного прапорщика соответствует звание младший лейтенант.
Современные российские прапорщики (и мичманы) представляют собой отдельную категорию военнослужащих. По своему служебному положению, обязанностям и правам они занимают место, близкое к младшим офицерам, являются их ближайшими помощниками и начальниками для солдат (матросов) и сержантов (старшин) одной с ними части.
С начала 2009 года началась было поэтапная ликвидация института прапорщиков и мичманов в ВС РФ. Предполагалось, что прапорщиков заменят профессиональные сержанты-контрактники, федеральная целевая программа по подготовке которых уже утверждена.
«В армии ликвидирован институт прапорщиков, который составлял 142 тысячи человек», — заверил начальник Генерального штаба Вооружённых сил России генерал армии Николай Макаров.
«У нас было 142 тыс. прапорщиков. На 1 декабря 2009 ни одного не осталось». Примерно 20 тысяч прапорщиков, которые стояли на командных должностях, получили назначение, остальные были уволены или перешли на должности сержантов.
По предположению, с декабря 2010 г. в январе-марте на военную службу больше не принимались лица в звании прапорщик или старший прапорщик, а те, у кого ещё не истёк срок контракта, дослуживали в прежнем звании с сохранением звания и знаков различия.
При этом, упразднение института прапорщиков не затронуло Внутренние войска МВД, Пограничную службу, ФСБ, ФСО, Войска МЧС и прочие воинские формирования, отличные от Министерства обороны России, кроме того, в правоохранительных ведомствах существует специальное звание прапорщик.
На армейском жаргоне прапорщика называли «кусок», мичмана — «сундук».
27 февраля 2013 года на расширенной коллегии Министерства обороны Российской Федерации министром обороны России С. К. Шойгу было озвучено возвращение института прапорщиков и мичманов в Вооружённые Силы России.
Министерство обороны с 1 июля ввело в действие новое штатное расписание, в котором впервые за пять лет появились специальные должности для прапорщиков и мичманов. По заявлению начальника Главного управления кадров (ГУК) Министерства обороны генерал-полковника Виктора Горемыкина, для прапорщиков и мичманов выделено около 100 должностей, среди которых только боевые — «никаких складов, никаких баз» было главным требованием министра обороны Сергея Шойгу. Эти должности в целом подразделяются на командирские (командир взвода обслуживания, командир боевой группы, боевой машины, боевого поста) и технические (техник роты, начальник радиостанции, электрик, фельдшер, начальник ремонтной мастерской, начальник технического узла и т. д.). С 1 декабря 2008 года эти должности считались сержантскими. Статс-секретарь Минобороны Николай Панков заявил, что должности прапорщиков требуют специального образования, но «не дотягивают» до офицерских.

### Погоны прапорщиков Вооружённых Сил иФОИВРоссийской Федерации c 1994 года
|                   | К повседневной форме одежды | К повседневной форме одежды                     | К повседневной форме одежды                     | К повседневной форме одежды | К повседневной форме одежды | К повседневной форме одежды | К полевой форме одежды | К полевой форме одежды |
| Сухопутные войска | Сухопутные войска           | Авиация сухопутных войск, ВКС, КВ, ВВКО, ВДВ РФ | Авиация сухопутных войск, ВКС, КВ, ВВКО, ВДВ РФ | ВВС России                  | ВВС России                  | СВ, ВДВ, РВСН, ВКС, КВ, ВВКО, МП, береговые войска, ВВС и ПВО ВМФ, ВВ МВД РФ (Росгвардия), а также к званиям ФОИВ, в которых присваивается такое звание, в том числе медицинской службы | СВ, ВДВ, РВСН, ВКС, КВ, ВВКО, МП, береговые войска, ВВС и ПВО ВМФ, ВВ МВД РФ (Росгвардия), а также к званиям ФОИВ, в которых присваивается такое звание, в том числе медицинской службы |                        |
| 1994−2010         | (нашивные и съёмные)        | (нашивные и съёмные)                            | (нашивные и съёмные)                            | (нашивные и съёмные)        | (нашивные и съёмные)        | (нашивные и съёмные) | (вшивные) | (вшивные)              |
| ----------------- | --------------------------- | ----------------------------------------------- | ----------------------------------------------- | --------------------------- | --------------------------- | --- | --- | ---------------------- |
| 1994−2010         |                             |                                                 |                                                 |                             |                             | | |                        |
| 1994−2010         | Прапорщик                   | Старший прапорщик                               | Прапорщик                                       | Старший прапорщик           | Прапорщик                   | Старший прапорщик | Прапорщик | Старший прапорщик      |
| с 2010            | (нашивные)                  | (нашивные)                                      | (нашивные)                                      | (нашивные)                  | (нашивные)                  | (нашивные) | (съёмные) | (съёмные)              |
| с 2010            |                             |                                                 |                                                 |                             |                             | | |                        |
| с 2010            | Прапорщик                   | Старший прапорщик                               | Прапорщик                                       | Старший прапорщик           | Прапорщик                   | Старший прапорщик | Прапорщик | Старший прапорщик      |

## Аналоги

### СНГ и славянские страны
Такие же звания (прапорщик и старший прапорщик) с аналогичными знаками различия существуют в вооружённых силах и органах внутренних дел Беларуси.

В Национальной полиции Украины специальное звание «прапорщик» было упразднено. Прапорщикам милиции, перешедшим на службу в полицию, были присвоены специальное звание «старший сержант полиции». Законом № 205-IX от 17 октября 2019 г. в Украине с 1 октября 2020 года звание прапорщика заменено на звание штаб-сержанта, а соответствующее ему звание мичмана — на штаб-старшину.

#### Погоны прапорщиков, Украина

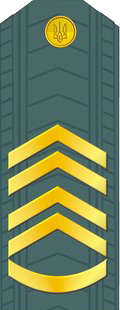
Прапорщик, Вооружённые силы Украины (2009)
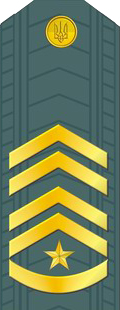
Старший прапорщик, Вооружённые силы Украины (2009)
Прапорщик, Вооружённые силы Украины (2016)
Старший прапорщик, Вооружённые силы Украины (2016)

В вооружённых силах Словении и Чехии, существуют аналогичные звания, а также более разнообразные институты прапорщиков.

#### Знаки различия прапорщиков на погоны, Словения

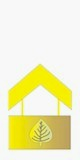
Praporščak - Прапорщик
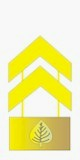
Višji praporščak - Старший прапорщик
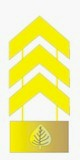
Štabni praporščak - Штабной прапорщик
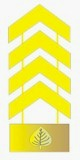
Višji štabni praporščak - Старший штабной прапорщик

В вооружённых силах Чехии к категории прапорщиков (praporčický sbor, praporčíci) относятся
Погоны военнослужащих категории прапорщиков, Чехия:

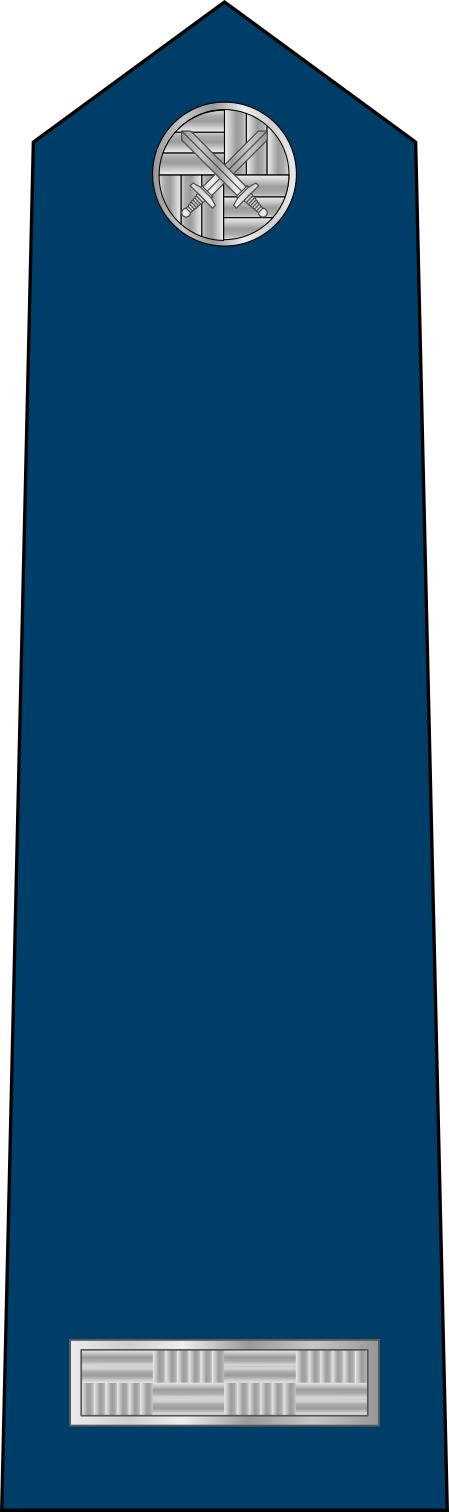
Rotmistr - Ротмистр
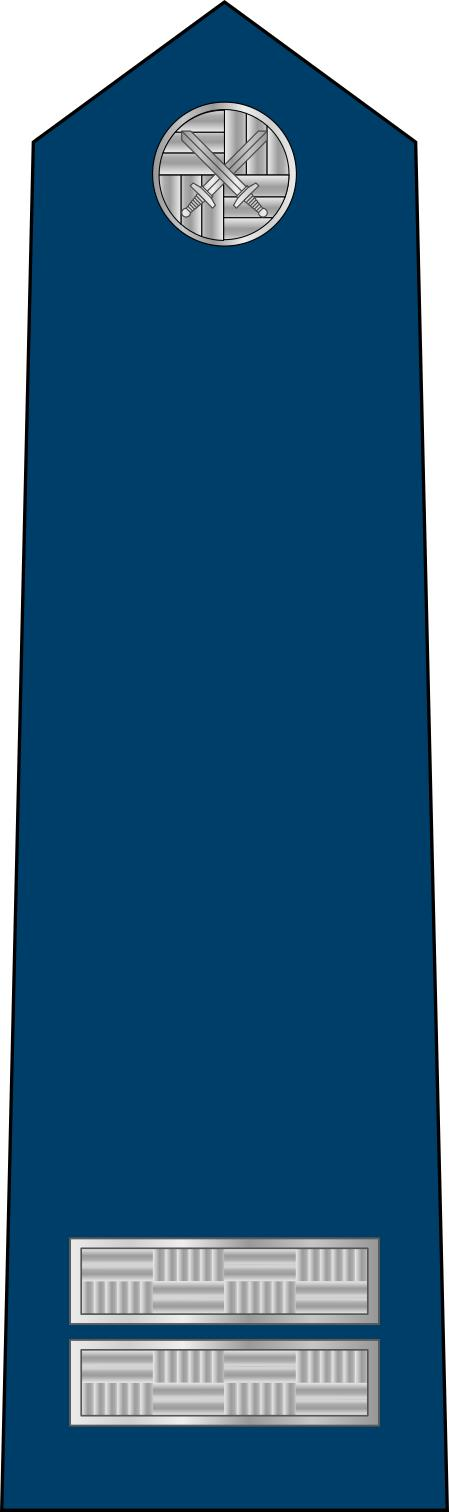
Nadrotmistr - Надротмистр
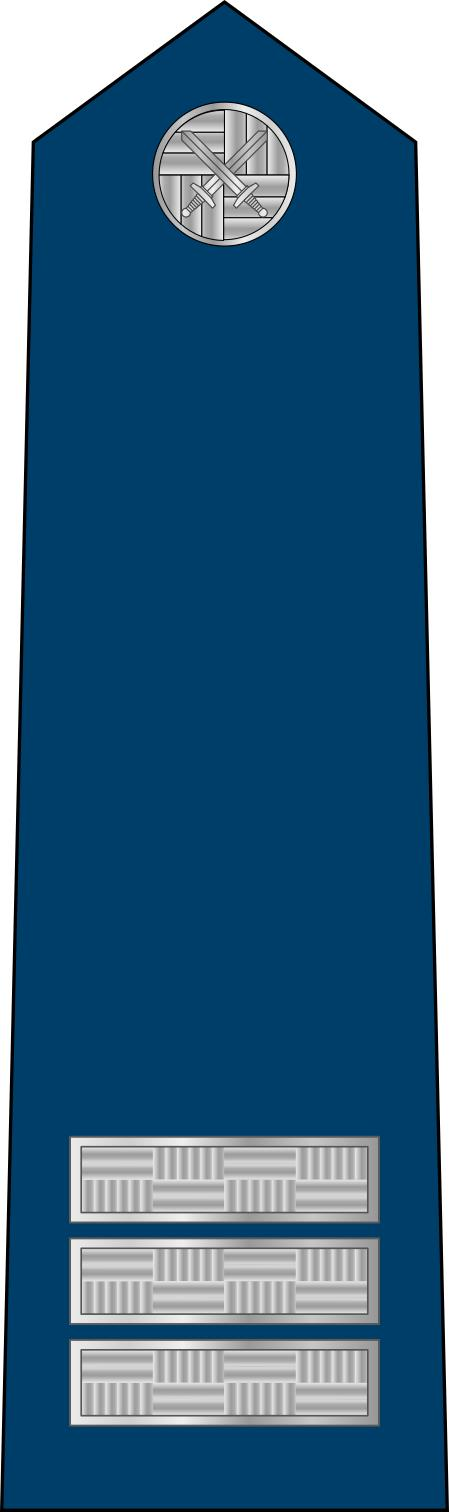
Praporčík - Прапорщик
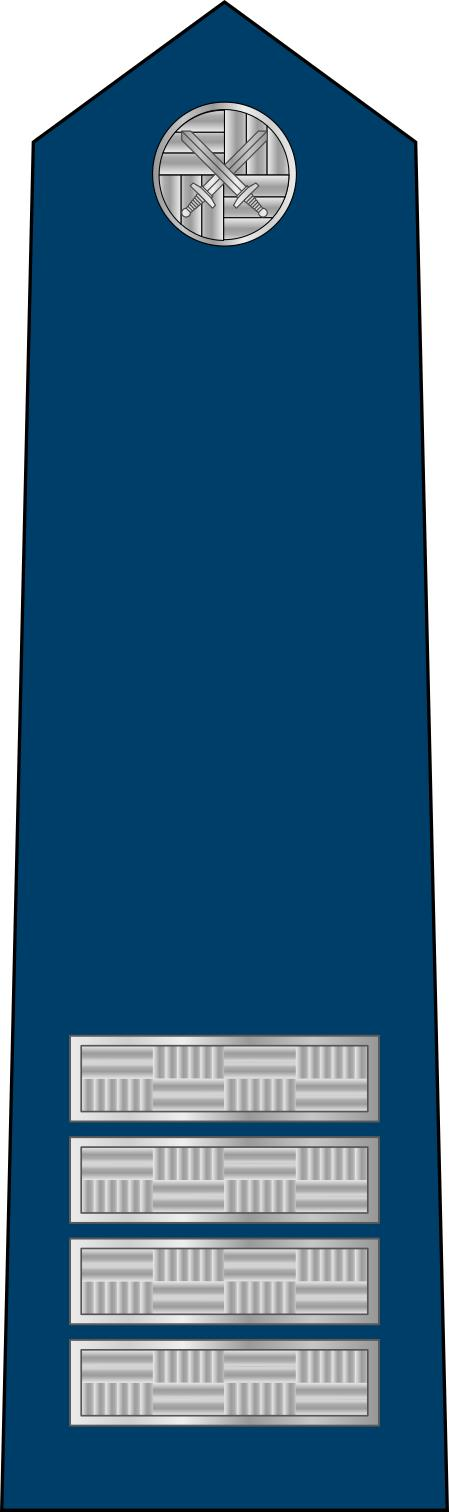
Nadpraporčík - Надпрапорщик
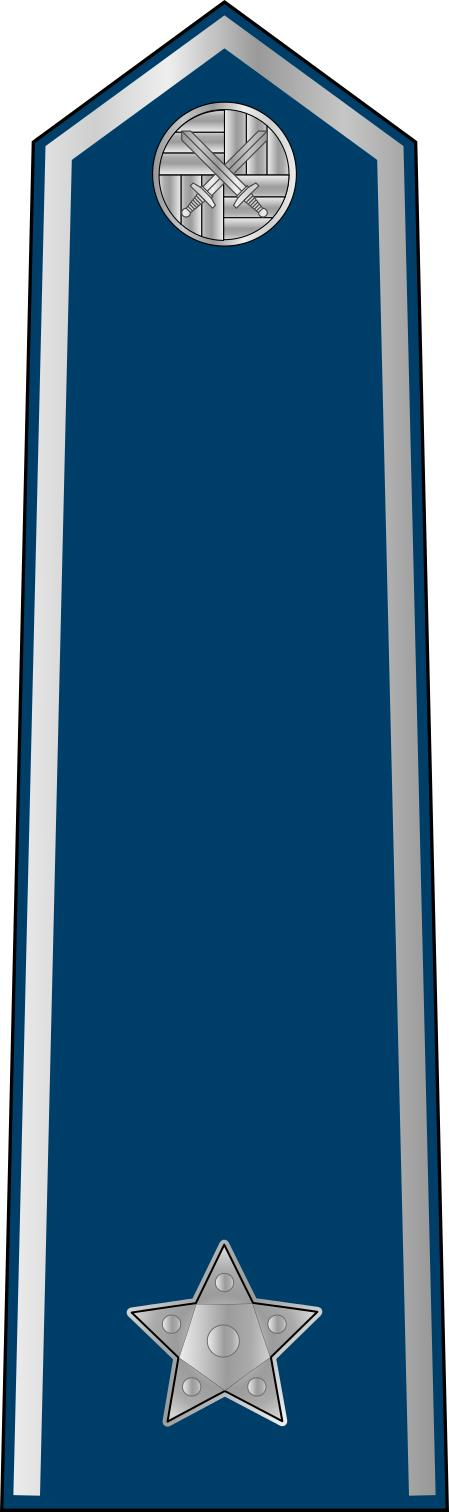
Štábní praporčík - Штабной прапорщик

В некоторых славянских странах — хорунжий (от хоругвь), например:

#### Погоны и знаки различия хорунжих, Польша
| Звание                    | Младший хорунжий (Młodszy chorąży) mł.chor.                  | Хорунжий (Chorąży) chor.                                     | Старший хорунжий (Starszy chorąży) st.chor.                  | Старший хорунжий штабовый (Starszy chorąży sztabowy) st.chor.szt. |
| код по классификации НATO | OP-7                                                         | OP-8                                                         | OP-9                                                         | OP-9                                                              |
|                           | Погоны к повседневной и парадной форме (нашивные)            | Погоны к повседневной и парадной форме (нашивные)            | Погоны к повседневной и парадной форме (нашивные)            | Погоны к повседневной и парадной форме (нашивные)                 |
| CB                        |                                                              |                                                              |                                                              |                                                                   |
| BBC                       |                                                              |                                                              |                                                              |                                                                   |
|                           | Знаки различия к полевой форме (на берете и съёмных погонах) | Знаки различия к полевой форме (на берете и съёмных погонах) | Знаки различия к полевой форме (на берете и съёмных погонах) | Знаки различия к полевой форме (на берете и съёмных погонах)      |
| ------------------------- | ------------------------------------------------------------ | ------------------------------------------------------------ | ------------------------------------------------------------ | ----------------------------------------------------------------- |

В Сербии аналог прапорщика — «заставник» от «застава» — флаг.

### Англоязычные страны
В ряде англоязычных стран близким эквивалентом званию «прапорщик» является звание уорент-офицер. Так же как и в случае звания франкоязычных стран, общая этимология происхождения звания указывает на ношение знамени. Ближайшим аналогом следует считать энсина.

### Франкоязычные страны
Во франкоязычных странах — аспирант (aspirant). Это чин для кандидатов на занятие вакантной офицерской должности с присвоением соответствующего младшего офицерского чина. Если следовать общей этимологии происхождения названия звания, указывающей на ношение знамени, более близким аналогом следует считать ансеня.

### Испаноязычные страны
В Испании и странах Латинской Америки наиболее этимологически близким званием может считаться альферес (исп. alférez).

### Португалоязычные страны
В Португалии (и ранее в Бразилии) русское звание прапорщика соответствует алферешу (порт. alferes) — знаменосцу, занимающему ступень старше аспиранта (кандидата в офицеры) (порт. aspirante a oficial), но младше лейтенанта (порт. tenente). Термин происходит от заимствованного во времена реконкисты араб. الفارس‎ al-fāris (порт. cavaleiro рыцарь, порт. escudeiro оруженосец). Данное звание младшего офицерского состава не следует путать с высшей воинской должностью главного знаменосца пиренейских королевств Средних веков, ставшего позднее почётным титулом, как, например, алфереш-мор Португалии, исчезнувшим с упразднением монархии и провозглашением Первой Португальской республики в 1910 году.

### Германоязычные страны

#### Вооружённые силы ФРГ (Бундесвер)
- В Бундесвере — Оберштабсфельдфебель (de: Oberstabsfeldwebel (OR-9); НАТО ранг код OP-9[22]; самое старшее из унтер-офицерских званий) или
- Оберфенрих (de: Oberfähnrich; НАТО ранг код OФ-Д[23]; обычно кандидат в офицеры, в том числе, в Бундесвере — курсант в ранге сержанта).

Знаки различия

Фаненюнкер Хеер Фельдъегерский корпус
Фаненюнкер Люфтваффе
Фенрих инженерные войска
Фенрих Люфтваффе
Оберфенрих BBC Хеер
Оберфенрих Люфтваффе

#### Вооружённые силы ГДР (Национальная народная армия(HHA))
В Ландштрайткрефте и Фольксмарине ВС ГДР существовал институт фенрихов, где помимо звания фенрих (Fähnrich) существовали оберфенрих (Oberfähnrich), штабсфенрих (Stabsfähnrich), штабсоберфенрих (de: Stabsoberfähnrich), а также курсант школы фенрихов (Fähnrichschüler).
Знаки различия ННА ГДР

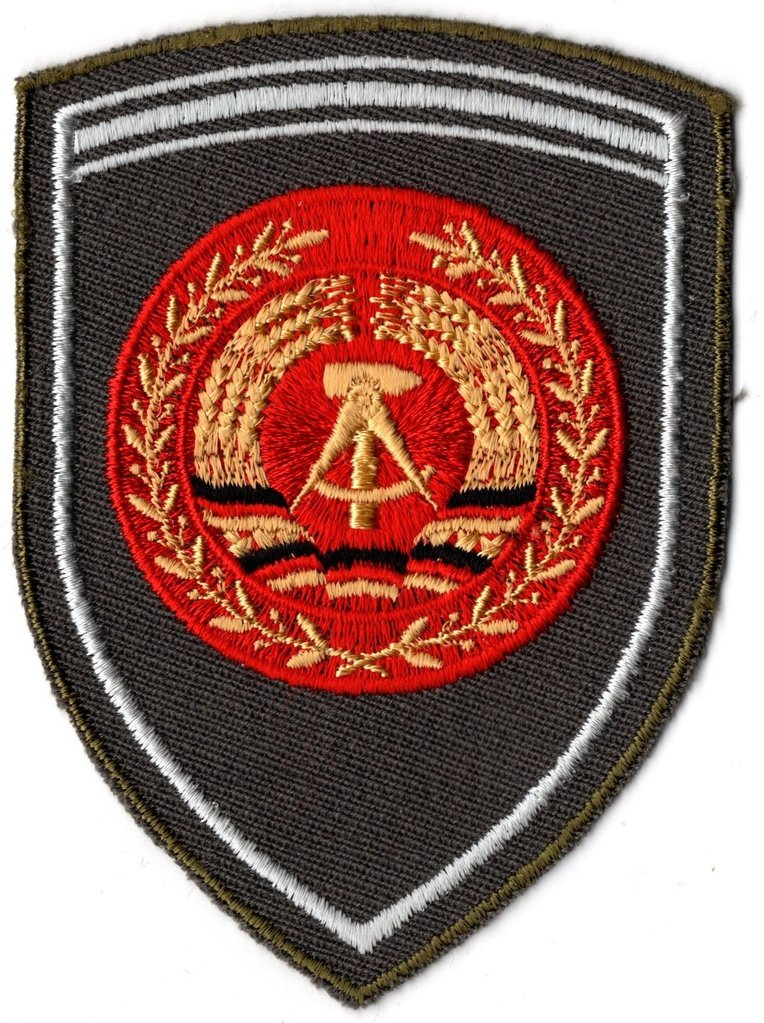
1979—1990 гг., «нарукавный знак всех прапорщиков»
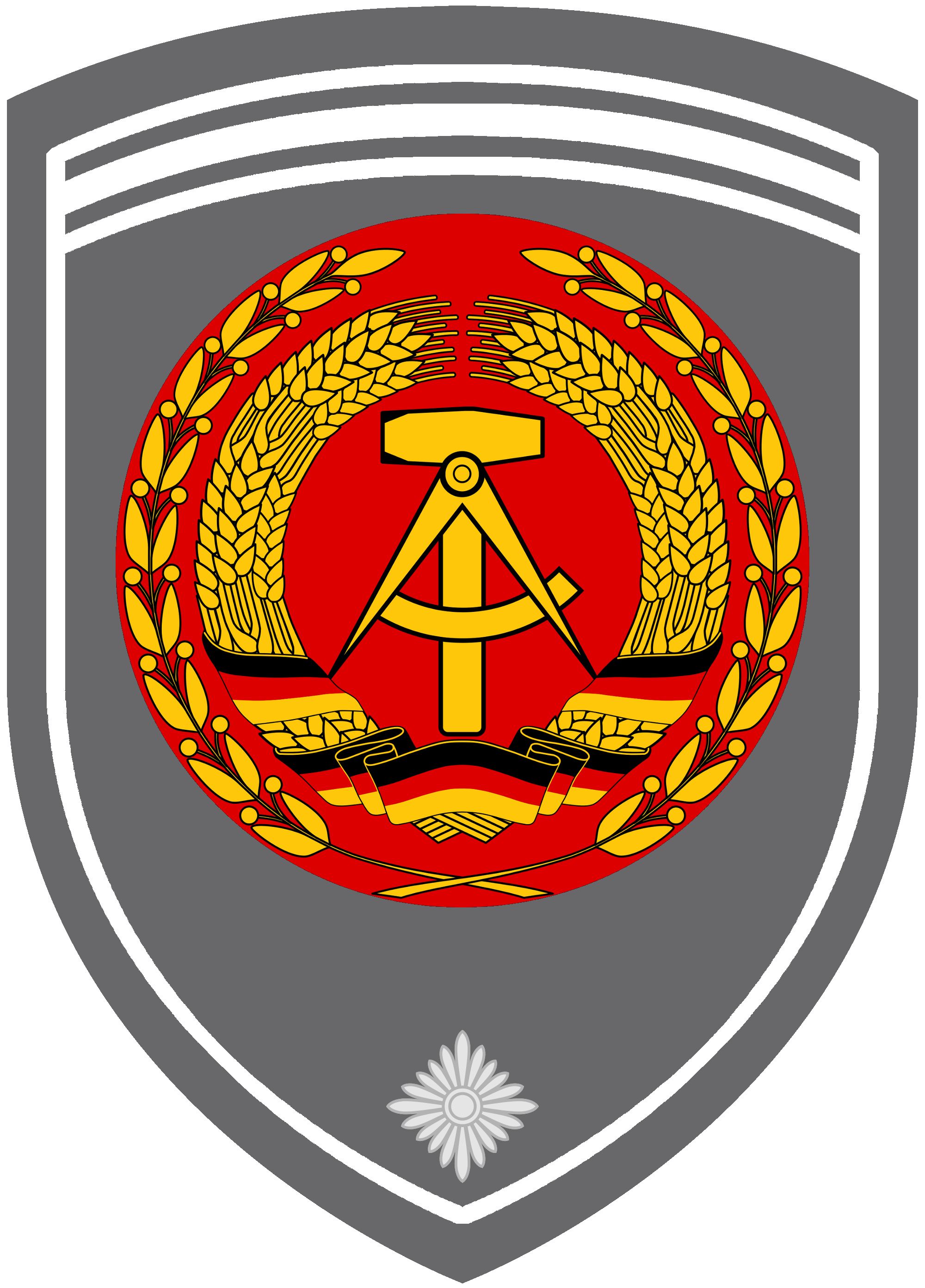
… до 1979 г., 10 лет службы
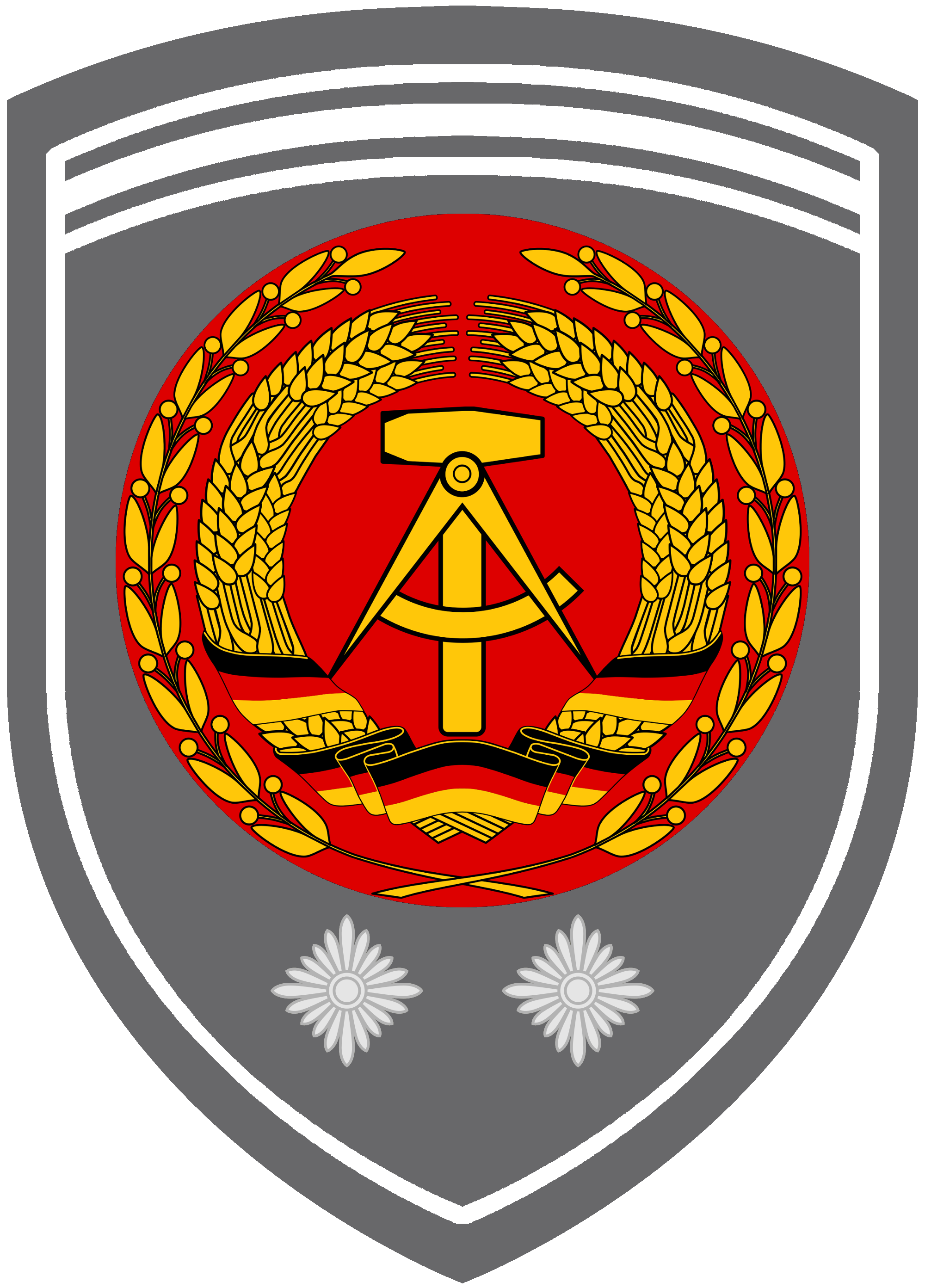
… до 1979 г., 15 лет службы
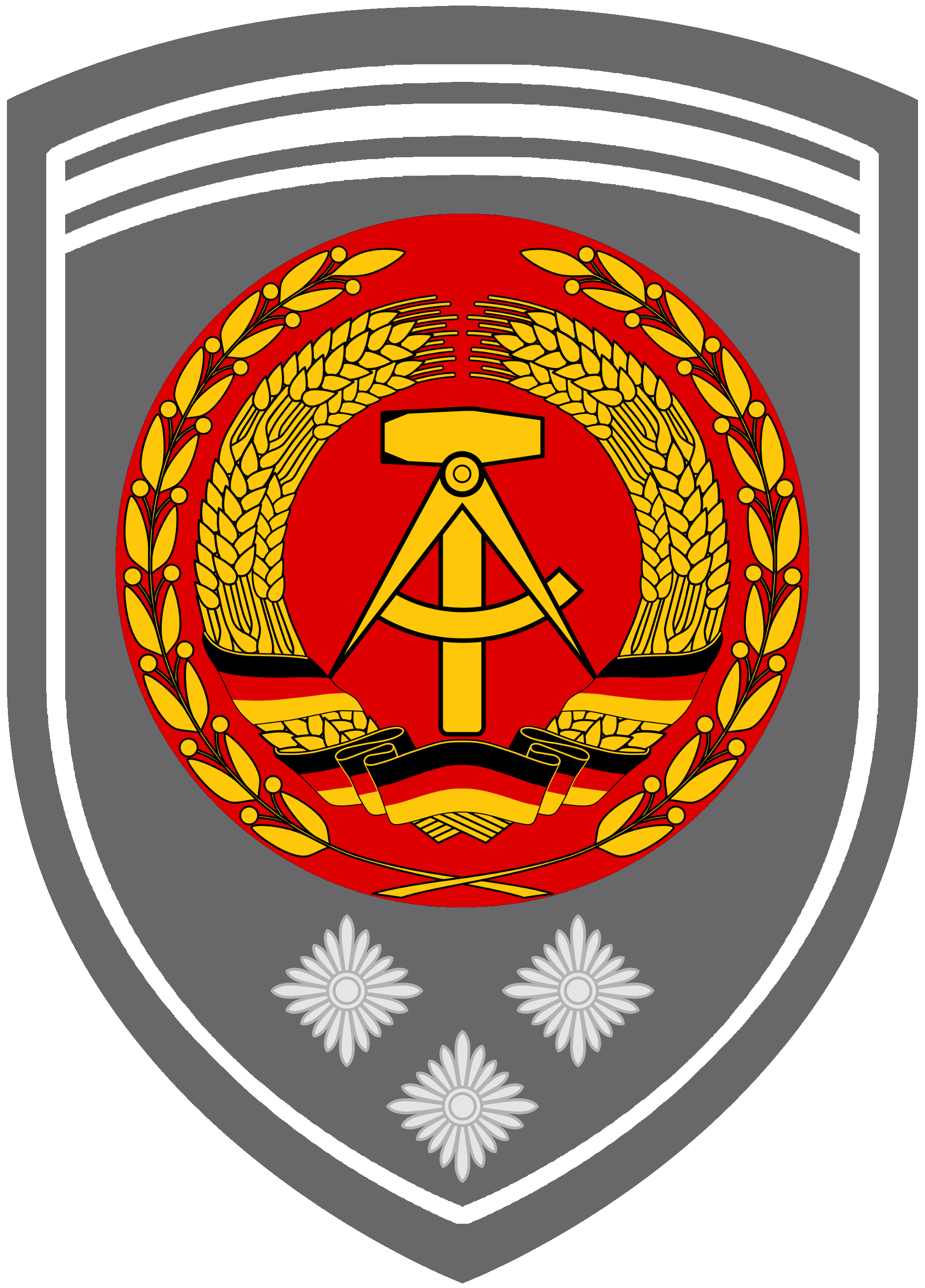
… до 1979 г., 20 лет службы
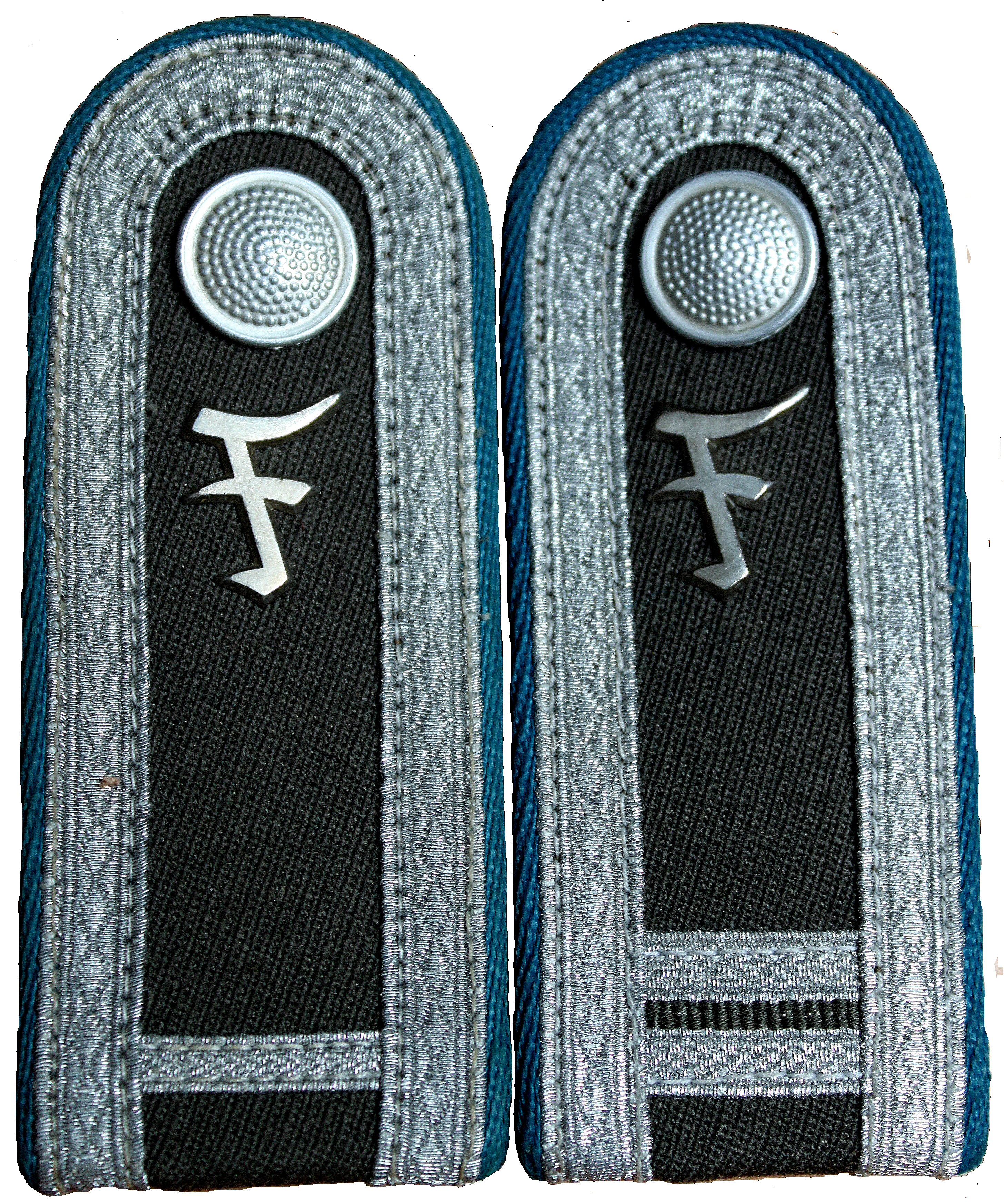
Фенрих-курсант ВВС 1 и 2-го года обучения в школе фенрихов (de: Fähnrichschüler 1. und 2. Studienjahr an der Fähnrichschule)
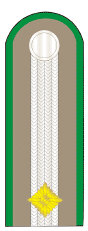
Фенрих погранвойск (de: Fähnrich Grenztruppen)
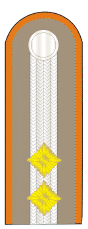
Оберфенрих воздушно-десантных войск (de: Oberfähnrich Luftsturmtruppen)
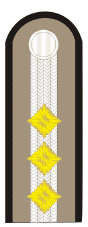
Штабсфенрих инженерных войск (de: Stabsfähnrich Pioniertruppen)
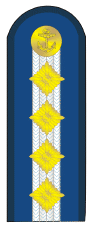
Штабсоберфенрих Фольксмарине (de: Stabsoberfähnrich Volksmarine)

## В искусстве
Можно выделить две традиции изображения прапорщиков. Лев Толстой в рассказах «Набег» и «Севастополь в августе» показывает прапорщиков молодыми, талантливыми офицерами. В обоих рассказах прапорщики гибнут. Напротив, Чехов (рассказ «Упразднили!») изображает героя-прапорщика мелочным и тщеславным.
Начиная с 1914—1915 гг. в России складывается другое восприятие слова «прапорщик». Поскольку во время Первой мировой войны ускоренные курсы военных училищ и школы прапорщиков окончили около 220 000 человек, понятие «прапорщик» зачастую стало насмешливым обозначением недалёкого, плохо образованного офицера из «низов». Появились частушки: «Раньше был я дворником, звали все Володею, а теперь я прапорщик — ваше благородие!» (также был и такой вариант частушек: «Раньше был я кучером, хамово отродие, а теперь я прапорщик — ваше благородие!»). В связи с поспешностью военно-воспитательной и военно-учебной подготовки их шутливо определяли словами: «Курица — не птица, прапорщик — не офицер».
В популярнейших советских художественных фильмах «В зоне особого внимания» и «Ответный ход», одним из главных персонажей которых является гвардии прапорщик воздушно-десантных войск Волентир, олицетворяющий в себе сочетание всех положительных качеств настоящего военного и являющийся полной противоположностью персонажей указанных выше современных сериалов на армейскую тематику. Он своим личным примером воспитывает рядовой состав срочной службы и, будучи старше по возрасту и житейски мудрее, помогает в профессиональном и личностном становлении молодому офицеру, только-только пришедшему из военного училища (в которые большинство будущих офицеров поступали по окончании школы, миновав срочную службу в Вооружённых Силах).
В фильме 1981 года «Бросок» в жанре приключенческой притчи показан поиск себя комиссованным прапорщиком погранвойск.
В армейском фольклоре советского и постсоветского периода прапорщик, как правило, — недалёкий, грубый, вороватый тип, служащий на должности, связанной с заведованием материальными ценностями и активно эти ценности присваивающий и распродающий («Ни у рот, ни у частей нет подобных запчастей. Я на складе, в арсеналах рылся в книгах и в журналах. Там — у бублика дыра: всё толкнули прапора!» (пьеса в стихах «Командно-штабная игра», автор Юрий Криницкий)). Подобный стереотип часто находит отражение в искусстве и средствах массовой информации, например, в сериале «Солдаты» — образы прапорщиков Анатолия Даниловича Данилюка и Олега Николаевича Шматко (даже фамилия которого содержит аллюзию к презрительному прозвищу: «шмат» по-украински означает «кусок»). Однако в том же сериале старший прапорщик Жанна Семёновна Топалова показана честной и доброй женщиной, воевавшей в «горячих точках». Также в сериале фигурировал прапорщик Соколов, бывший в первом сезоне рядовым, который показан умным человеком, но со слишком мягким характером. Также время от времени в сериале проявляются и человеческие качества прапорщика Шматко, что придаёт его образу особый колорит.
Сатирически-зло, практически издевательски прапорщик ярко представлен в юмористических телесериалах «Осторожно, модерн! 2», «Осторожно, Задов!» и «Zадов in Rеалити» (прапорщик Василий Петрович Задов в исполнении Дмитрия Нагиева). Таким же примером является «дикий прапор» Казаков из фильма «ДМБ» (роль исполняет Сергей Арцибашев).
Совсем по-другому, с более трагическим акцентом реализованы образы прапорщиков в фильмах «Блокпост» (прапорщик Ильич) и «9 рота» (прапорщик Дыгало). Не отрицая положительных качеств военного, эти образы демонстрируют человека, деформированного войной в горячих точках, принёсшего в жертву этому делу все возможные личные перспективы (у них нет и не может быть семьи, гражданской профессии в силу отсутствия представления о гражданской жизни и своего места в ней).
Положительный образ прапорщика в постсоветский период показан и в сериале «Спецназ» на примере прапорщиков спецназа Хрусталёва (позывной «Хруст»), Шахмаметьева (позывной «Шах») и Кобрина (позывной «Змей») (роли исполняют Игорь Лифанов, Андрей Зибров и Александр Носик). Полной противоположностью в сериале являются прапорщики Фунтасов и Агапцев (появляются в серии «Сломанная стрела»).